# 2018년 제1차 남북정상회담
2018년 제1차 남북정상회담(문화어: 2018년 북남수뇌상봉)은 대한민국과 조선민주주의인민공화국 간의 세 번째 정상회담이다. 2018년 4월 27일 판문점 공동경비구역 남측 구역 내에 있는 평화의 집에서 열렸으며, 대한민국 대통령 문재인과 조선민주주의인민공화국 국무위원장 김정은, 그리고 양측 대표단이 회담에 참석하였다.

## 명칭
대한민국 정부 및 언론사에서는 이번 회담을 2018년 남북정상회담(2018年 南北頂上會談)으로 명명하고 있다. 2000년 남북정상회담, 2007년 남북정상회담에 이어 11년 만에 세 번째로 열리는 남북정상회담이므로 제3차 남북정상회담이라고도 칭한다. 정부에서도 3월 6일 정상회담 개최 첫 발표 당시에는 제3차 남북정상회담이라 표현하였으나, 3월 29일 정식 명칭을 2018 남북정상회담으로 확정하였다. 이에 대해 조명균 통일부 장관은 "정상회담의 경우 차수를 붙이지 않는다"고 이유를 설명하였다.
한편 조선민주주의인민공화국 조선로동당의 당 기관지인 로동신문에서는 2018년 북남수뇌상봉(2018年 北南首腦相逢) 혹은 2018년 북남수뇌회담(2018年 北南首腦會談)이라는 명칭을 사용하고 있다. 당사국 이외의 국가에서의 명칭은 다음과 같다.
- Inter-Korean Summit(→남북한정상회담) - 영어권에서 사용되는 명칭이다.
- 南北韓高峰會(→남북한고봉회) - 타이완의 매체에서 사용되는 명칭이다.[4]
- 韩朝首脑会谈(→한조수뇌회담) - 중화권의 일부 매체에서 사용되는 명칭이다.[5]
- 南北首脳会談(→남북수뇌회담) - 일본어권에서 사용되는 명칭이다.[6][7]

## 배경

### 회담 제의와 성사
문재인 대통령은 2017년 대통령 선거 후보 시절 "한반도의 영구적 평화와 번영을 위한 완전히 새로운 구상이 필요하다"며, 이전의 남북공동선언 등을 존중하겠다는 뜻을 공약으로 내걸었다.
7월 6일 문재인 대통령은 독일 순방 중 베를린 구시청에서 열린 쾨르버 재단의 초청 연설에 참여하였다. 그는 연설에서 한반도의 냉전 구조를 해체하고, 항구적인 평화 구조를 정착시키기 위한 현 정부의 방향을 제시했다. 또한 언제 어디서든 "북한의 김정은 위원장과 만날 용의"가 있으며, "핵문제와 평화협정을 포함해 남북한의 모든 관심사"를 대화 테이블에 올려놓고 논의할 수 있다며, "북한의 결단을 기대한다"고 직접적으로 주문하였다. 그러나 북측은 이에 대해 "궤변"이라 비난하면서 문 대통령의 베를린 구상을 일축하였다. 같은 해 9월에는 북측이 제6차 핵실험을 단행하였고, 북-미관계가 급격히 악화되면서 한반도 전쟁 위기가 조성되었다.
하지만 2018년 1월 1일 김정은 국무위원장이 신년사에서 "평창 올림픽의 성과적 개최를 기대하면서 올림픽 대표단 파견을 포함한 조치를 취할 용의가 있으며 이를 위해 북남당국이 시급히 만날 수도 있을 것"이라 언급하면서 남북 당국 간 회담의 개최 가능성을 시사하였다. 이에 1월 2일 조명균 통일부 장관은 북측에 남북 고위급 회담을 제의하였으며, 1월 7일 판문점에서 회담이 열렸다.
2018년 2월 9일에 개막한 평창 동계 올림픽에서 김정은 위원장의 여동생이기도 한 북한의 김여정 비서가 대한민국 대통령에게 방북 초대장을 전달하였다. 3월 문재인 대통령은 대북 특사를 평양에 파견해 김정은 국무위원장을 접견하였고, 서울로 돌아온 특사는 6개항으로 이루어진 "특사 방문 결과 언론 발표문"을 발표하였다. 이 과정에서 특사단 정의용 실장은 남과 북은 2018년 4월 말 판문점 (남쪽 지역인) 평화의 집에서 정상 회담을 개최하기로 하였음을 발표하였다.

### 준비 및 실무 회담
2018년 3월 29일 오전 10시 판문점에 위치한 통일각에서 '2018 남북정상회담을 위한 남북고위급회담'이 진행되었다. 회담은 1시간 31분 동안 진행되었으며, 양측은 공동보도문을 통해 2018년 남북정상회담을 판문점 남측 지역에 소재한 평화의 집에서 개최하기로 합의하였다. 청와대 측은 정상회담 날짜에 대해서도 "일단은 하루를 염두에 두고 서로 얘기를 해왔다"면서 "크게 의견 차이 없이 날짜가 합의됐다"고 밝혔다.
2018년 4월 14일 10시 30분부터 14시까지 남측과 북측은 통일각에서 통신 분야 관련 실무회담을 가졌다.
2018년 4월 15일 청와대 측은 브리핑을 열어 이번 회담의 표어는 "평화, 새로운 시작"이라고 발표하였고, 선정 이유로는 2007년 남북정상회담 이후 11년만에 성사된 남북회담이자 북미정상회담으로 이어지는 길잡이로서 세계 평화 여정의 시작이라는 의미에서 확정하였다고 밝혔다.
2018년 4월 25일 대한민국 국방부는 남북정상회담의 성공적 진행을 위해 남북 정상에 대한 예우를 갖추는 의미에서 육군, 해군, 공군 의장 행사를 지원할 예정이라고 밝혔다. 지난 2000년 남북정상회담과 2007년 남북정상회담 당시 남측 지도자가 북한군 의장대를 사열했지만, 남측 의장대가 북한 지도자를 사열한 것은 이번이 처음이다. 다만 판문점의 공간이 협소하여 의장 행사는 약식으로 갖출 예정이라 밝혔다.
2018년 4월 26일 오전 11시(한국 시각) 임종석 남북정상회담 준비위원장은 고양시 소재 킨텍스에 마련된 메인 프레스 센터에서 2018년 남북정상회담 브리핑을 통해 남북정상회담 세부 일정을 발표하였다. 또한 이 자리에서 남북정상회담에 함께 동행하는 공식수행원의 명단을 확정, 공개하였다. 이하는 공식수행원의 명단이다.
| 대한민국 공식수행원 명단 - 임종석 대한민국 대통령비서실장 - 정의용 대한민국 국가안보실장 - 강경화 대한민국 외교부 장관 - 조명균 대한민국 통일부 장관 - 송영무 대한민국 국방부 장관 - 서훈 대한민국 국가정보원장 - 정경두 대한민국 합동참모의장 | 조선민주주의인민공화국 공식수행원 명단 - 김여정 조선로동당 중앙위원회 제1부부장 - 김영철 조선인민군 정찰총국 총국장 - 김영남 최고인민회의 상임위원장 - 최휘 조선로동당 중앙위원회 부위원장 - 리수용 조선로동당 중앙위원회 부위원장 - 박영식 조선인민군 인민무력상 - 리명수 조선인민군 총참모장 - 리용호 조선민주주의인민공화국 외무상 - 리선권 조국평화통일위원회 조국평화통일위원장 |

## 진행

### 첫 만남과 환영행사
2018년 4월 27일 오전 9시 29분 (한국 시각), 판문점 군사정전위원회 본회의실과 소회의실 사잇길에서 문재인 대통령과 김정은 국무위원장이 처음 만났다. 김정은 국무위원장은 북측 판문각에서 수행원들과 함께 계단을 내려왔고, 혼자서 문재인 대통령에게 다가가 웃음을 지으며 "반갑습니다"라고 인사를 꺼냈고, 문재인 대통령은 악수를 나누며 "오는 데 힘들지 않았느냐"라는 인사로 대화를 시작했다. 남측 구역으로 넘어온 김 위원장과 기념촬영을 진행한 문 대통령이 "남측으로 오셨는데, 나는 언제쯤 넘어갈 수 있겠습니까"라고 묻자, 김 위원장은 "그럼 지금 넘어가 볼까요"라는 말과 함께 문 대통령의 손을 잡고 군사분계선 너머 북측 구역으로 이끌었다. 문 대통령도 흔쾌히 발걸음을 옮기면서 두 정상은 약 10여초간 북측 구역에 머물러 기념촬영을 진행하였다.
이후 남쪽으로 건너온 두 정상은 기다리던 대성동초등학교 출신 화동에게 환영 꽃다발을 받은 뒤, 자유의집 우회도로를 통해 공식 환영장이 있는 자유의집 주차장으로 향했다. 이 과정에서 두 정상은 남측에서 마련한 전통 의장대의 호위를 받았다. 양 정상의 선두에는 전통 악대, 양측에는 호위 무사, 뒤측에는 호위 기수가 장방형의 모양을 이뤘다. 그곳에서 김정은 위원장은 분단 이후 북측 지도자로서는 처음으로 대한민국 국군 의장대를 사열했다. 이어 양 정상은 공식수행원들을 소개하고 인사하는 자리를 가졌다. 문재인 대통령은 임종석 비서실장을 비롯한 남측 수행원 9명을 소개했고, 김정은 위원장도 김영남 최고인민회의 상임위원장을 비롯한 북측 수행원 9명을 소개하였다. 이 과정에서 북측 수행원인 리명수 조선인민군 총참모장과 박영식 인민무력상이 문 대통령에게 거수경례를 하였다. 한편 김정은 위원장이 "사열 후 돌아가야 하는 분들이 있다"고 밝히자 문재인 대통령이 "가시기 전에 남북 수행원들 모두 기념으로 사진을 함께 찍자"고 제안했고, 기념촬영을 진행함으로써 환영행사를 마무리했다.

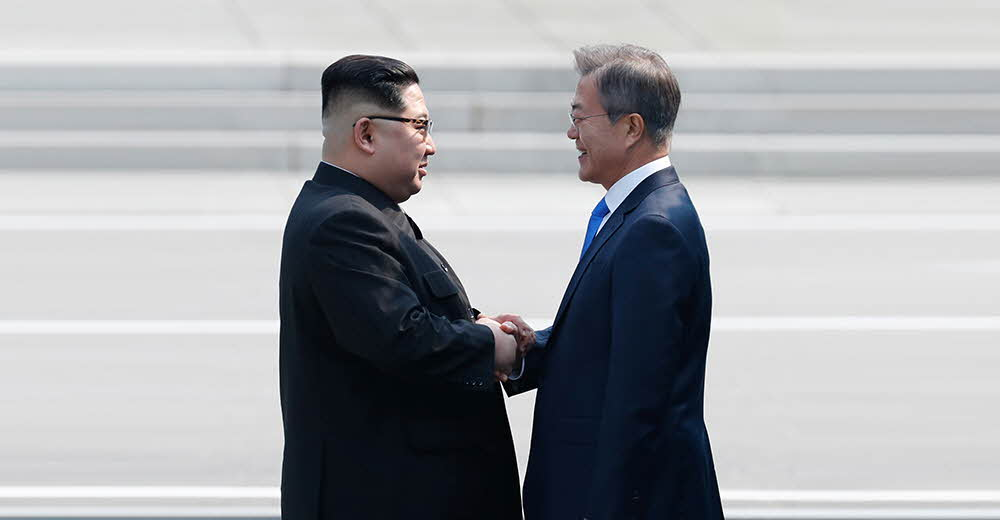
악수하는 두 정상
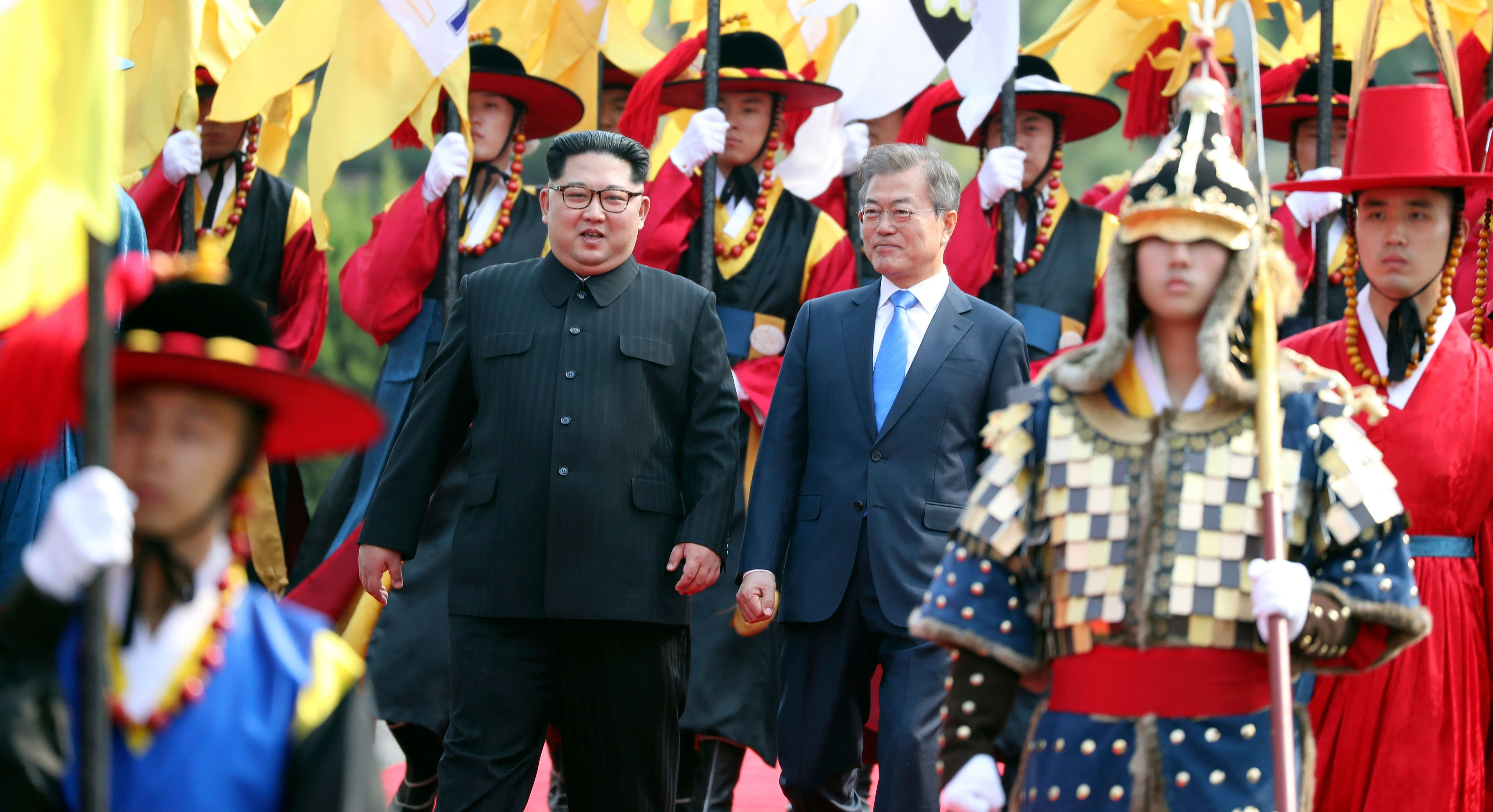
전통 의장대

### 오전 회담
양측 수행원 기념촬영을 마친 두 정상은 평화의 집 1층으로 걸어서 이동했다. 1층 로비에 설치된 탁자에서 문재인 대통령은 그 옆에서 대기하는 가운데, 김정은 위원장이 탁자에 앉아 방명록을 남기고 서명하였다. 이후 문재인 대통령의 소개와 함께 민정기 화백의 <북한산> 그림을 배경으로 기념 촬영을 했다. 환담장에서는 배경으로 걸린 김중만 작가의 <훈민정음> 작품을 놓고 다시 한번 소개가 이어졌다. 문재인 대통령이 작품에 쓰여진 훈민정음 사본 중 문 대통령의 'ㅁ'자와 김 위원장의 'ㄱ'를 각각 푸른색과 붉은색으로 표시해 의미를 두었다고 설명하였고, 김 위원장은 웃으면서 "세부에까지 마음을 썼다"라고 답했다. 이어 문 대통령은 "북측을 통해 백두산에 꼭 가보고 싶다"며 "판문점을 시작으로 평양과 서울, 제주도, 백두산으로 만남이 이어졌으면 좋겠다"고 말하자, 김 위원장은 "문 대통령이 오시면 걱정스러운 것이 우리 교통이 불비해서 불편하게 할 것 같다는 점"이라면서도 "우리도 준비해서 대통령이 오시면 편히 모실 수 있게 하겠다"고 화답했다. 한편으로 "분단선이 높지 않은데, 많은 사람이 밟고 지나다 보면 없어질 것"이라며 남북 사이의 치유의 계기가 되었으면 좋겠다는 발언을 하였다.
예정된 시각보다 15분이 앞당겨진 오전 10시 15분, 남북 정상은 평화의 집 2층 회담장에 함께 입장했다. 오전 정상회담은 확대정상회담으로, 남측은 서훈 국정원장과 임종석 대통령 비서실장이, 북측은 김여정 제1부부장과 김영철 부위원장이 배석한 가운데 약 100분간 진행됐다. 그로부터 1시간 40분이 지난 오전 11시55분 경, 두 정상은 오전 회담을 마치고 개별 오찬에 들어갔다. 김정은 위원장은 11시 57분에 평화의 집을 나와 검은색 메르세데스-벤츠 차량을 타고 북측으로 건너갔다.

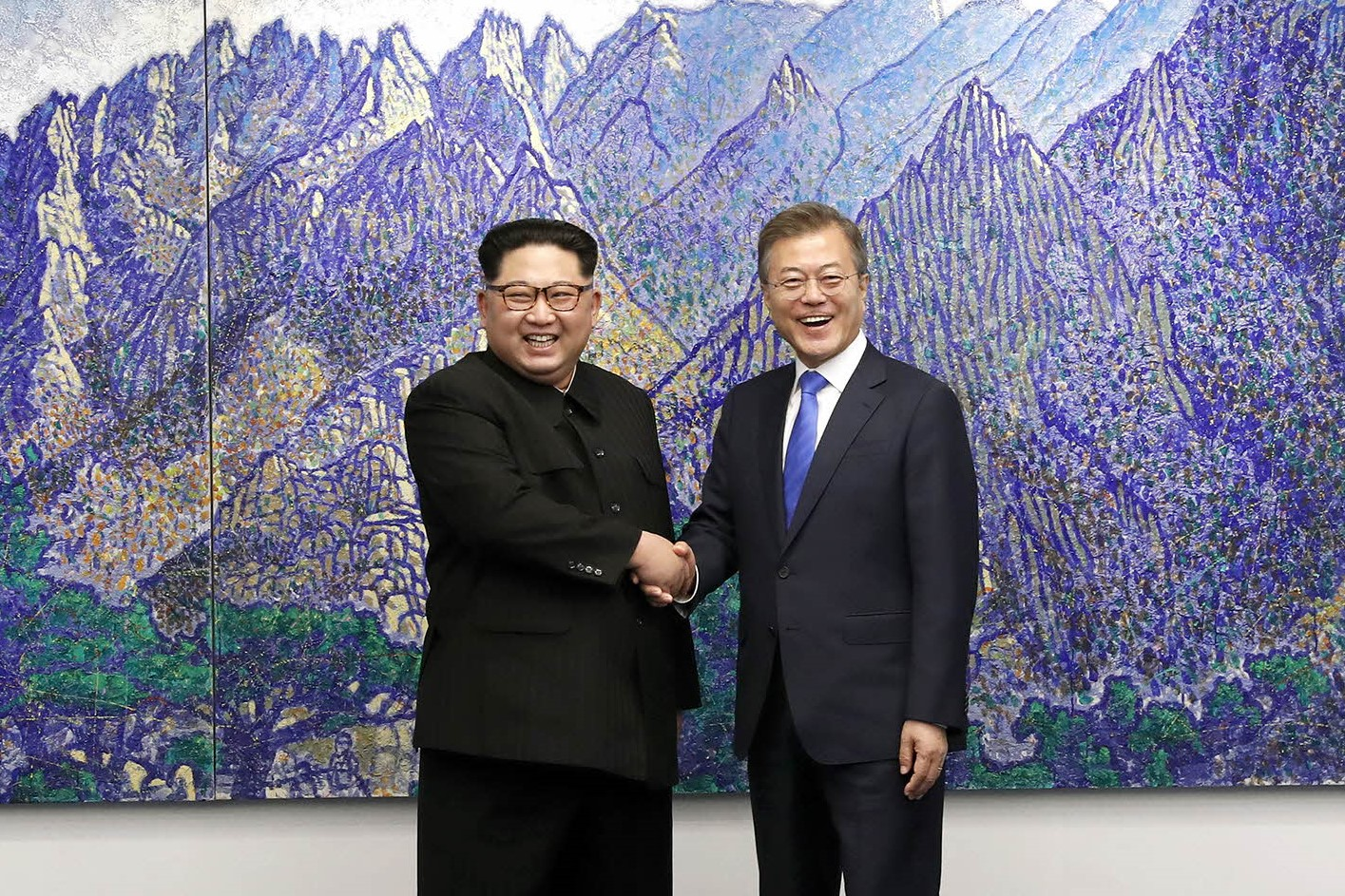
판문점 평화의 집 방문
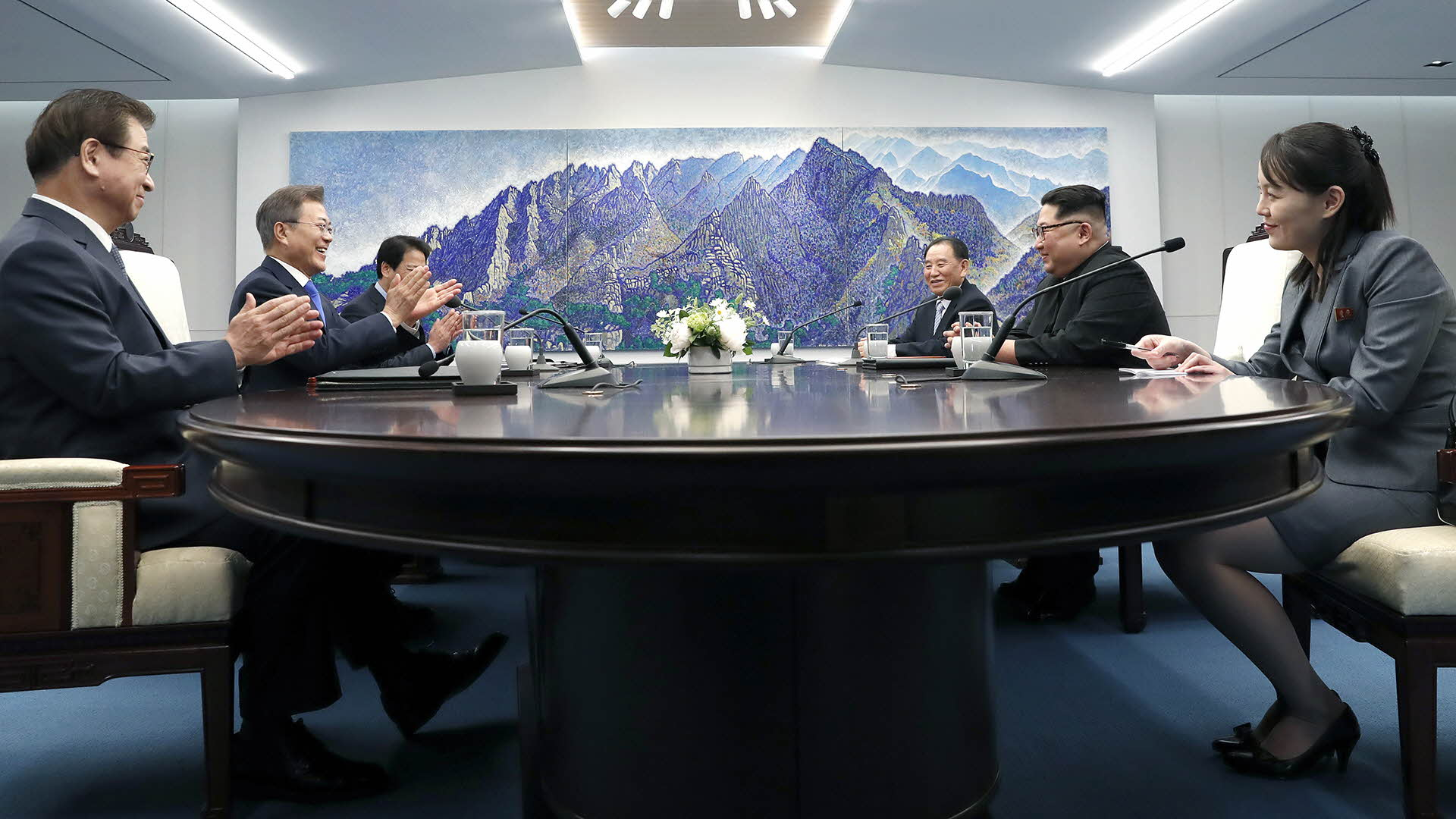
오전 회담

### 공동 식수와 단독회담
오후 일정은 군사정전위원회 뒤쪽 공터에서의 공동 기념식수로 시작되었다. 오후 4시 25분 문재인 대통령이 먼저 도착하였고, 2분 뒤인 4시 27분에는 김정은 위원장이 검은색 벤츠를 타고 도착하자 문재인 대통령이 김 위원장을 맞이하였다. 식수에 사용된 소나무는 정전 협정이 체결된 1953년생이며, 남북 화합을 상징하는 흙과 물을 식수에 사용하였다. 문재인 대통령은 백두산 흙과 대동강 물을 뿌렸고, 김정은 위원장은 한라산 흙과 한강 물을 뿌렸다. 식수 직후 두 정상은 '평화와 번영을 심다'라는 글씨가 새겨진 표지석의 가림막을 함께 펼쳤고,}} 두 정상과 양측 수행원들의 기념촬영으로 오후 4시35분에 행사가 마무리됐다.
공동식수가 마무리된 후인 오후 4시36분, 두 정상은 군사분계선 표식물이 있는 도보다리까지 약 3분간 수행원 없이 산책 회담을 진행하였다. 4시 39분에 다리에 오른 두 정상은 표식물 앞에 다가갔고, 문재인 대통령은 김정은 위원장에게 표식물에 대해 소개하는 모습을 보였다. 이어 바로 옆에 물잔 등이 차려진 벤치에 단둘이 앉아 대화를 이어갔다. 이 과정에서 남북 모든 언론의 기자들을 물린 채 사실상의 단독회담을 시작하였고, 30분 뒤인 오후 5시12분까지 계속됐다. 두 정상은 오후 5시 18분경에 평화의집으로 돌아왔다. 이 같은 단독회담은 전세계에 생방송으로 송출되었다.

### 남북공동선언과 기자회견
단독 회담이 끝난 뒤에는 남북공동선언인 '판문점 선언'의 서명식과 공동발표가 진행되었다. 원래 서명시각은 오후 5시40분으로 예정되어 있었지만 단독회담이 예상보다 길게 진행되는 바람에 약 20분 뒤인 오후 6시 2분에 시작되었다. 문재인 대통령과 김정은 위원장은 평화의 집 1층 로비에서 판문점 선언문에 각각 서명을 하고 악수를 나눴다. 그런 뒤 두 정상은 평화의 집 밖에 마련된 연단에 서서 차례로 선언문 모두발언을 발표하였다.
모두발언에 먼저 나선 문재인 대통령은 "북측이 먼저 취한 핵 동결 조치는 대단히 중대한 의미를 가진다"며 "한반도의 완전한 비핵화를 위한 소중한 출발이 될 것"이라고 밝혔다. 그러면서 "통 큰 합의에 동의한 김 위원장의 용기와 결단에 경의를 표한다"고 감사의 뜻을 전했다. 한편으로 '핵 없는 한반도'의 실현이 양 정상의 공동 목표임을 확인하였으며, 이를 위해 남과 북이 더욱 긴밀히 협력해 나갈 것을 분명히 밝힌다면서 회담과 전화를 통한 소통을 약속하였다.
이어 김정은 위원장은 "하나의 핏줄과 역사, 문화와 언어를 가진 북남은 본래처럼 하나가 돼 끝없는 번영을 누릴 것"이라며, "역대 합의처럼 시작만 뗀 불미스러운 역사를 되풀이하지 않도록" 반드시 좋은 결실이 맺어지게 노력할 것을 확언해 판문점 선언의 실천 의지를 강조하였다. 한편으로 "그 길에는 외풍과 역풍, 좌절과 시련도 있을 수 있다"면서도, "언젠가 힘들게 마련된 이 만남과 온갖 도전을 이기고 민족의 진로를 손잡고 함께 헤친 날들을 즐겁게 추억할 것"이라고 밝혔다. 마지막으로 정상회담을 준비하기 위해 노력한 문 대통령과 관계진, 그리고 기자들에게 감사를 표했다.

### 환영만찬과 환송식
공동선언 후에는 환영만찬 행사가 진행됐다. 만찬에 앞서 오후 5시 53분에 문재인 대통령의 부인인 김정숙 여사가 먼저 평화의 집에 도착했고, 오후 6시 18분에는 김정은 국무위원장의 부인인 리설주 여사가 도착했다. 이때 김정숙 여사는 리설주 여사를 맞이했고, 함께 안으로 들어가다 문재인 대통령과 김정은 위원장을 만나 담소를 나눴다.
오후 6시 40분부터는 본격적인 환영만찬이 시작되어 2시간가량 이어졌다. 만찬 과정에서 남과 북의 가수들의 공연도 이어졌다. 조용필과 윤도현이 기념공연을 펼쳤으며, 오연준군이 김광석의 <바람이 불어오는 곳>을 열창했다. 환영사에서는 문재인 대통령이 "한 가마 밥을 먹으며 함께 번영하기를 진심으로 바란다"고 말했고, 김정은 위원장도 "이 역사적인 상봉과 합의를 위해 많은 노력을 기울이신 북과 남의 모든 분들께 진심으로 감사드린다"고 답했다.
환영 만찬을 마친 뒤인 오후 9시 14분에는 김정은 위원장과 리설주 여사를 위해 마련된 환송 행사인 "하나의 봄"이 평화의 집 외부에서 진행되었다. 서태지와 아이들의 <발해를 꿈꾸며>를 배경음악으로, 문 대통령과 김정은 위원장이 앞줄에 서고, 김정숙 여사와 리설주 여사는 뒷줄에서 서로 손을 맞잡고 레드카펫을 따라 부감대에 올랐다. "하나의 봄"은 평화의 집 전면을 바탕으로 입체 영상이 투사되며 진행되는 미디어 파사드 쇼로 진행되었다. 영상쇼에는 "역사의 현장이 될 판문점 평화의집에 한반도의 어제와 오늘, 그리고 내일"을 영상과 음악으로 표현했으며, 작곡가 정재일 씨가 편곡한 <아리랑>과 <새야 새야 파랑새야>가 흘러나왔다. 영상 마지막에는 그날 오전 양 정상의 첫 만남 순간이 스크린에 펼쳐졌다.
모든 행사를 마무리하고 김정은 위원장 부부는 문재인 대통령 내외의 작별인사와 함께 차를 타고 오후 9시 27분 군사분계선을 넘어 다시 북으로 돌아갔다.

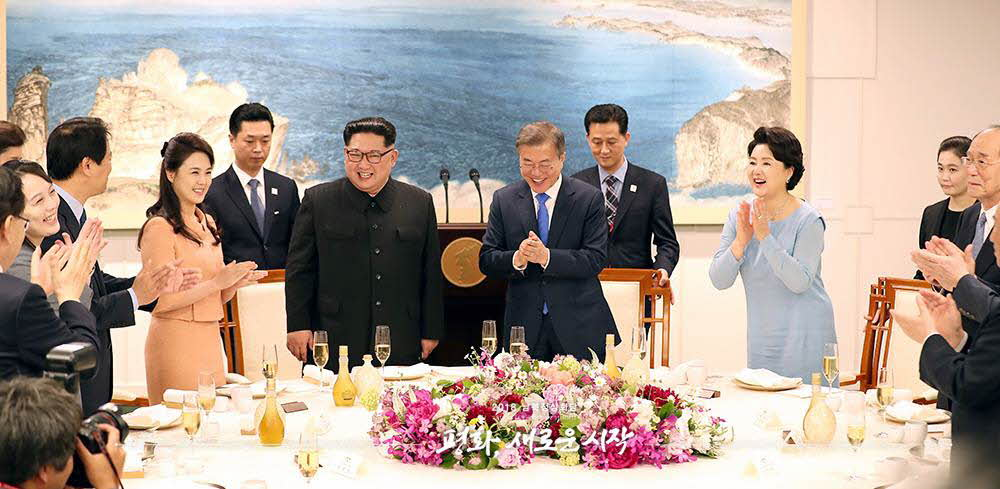
만찬식
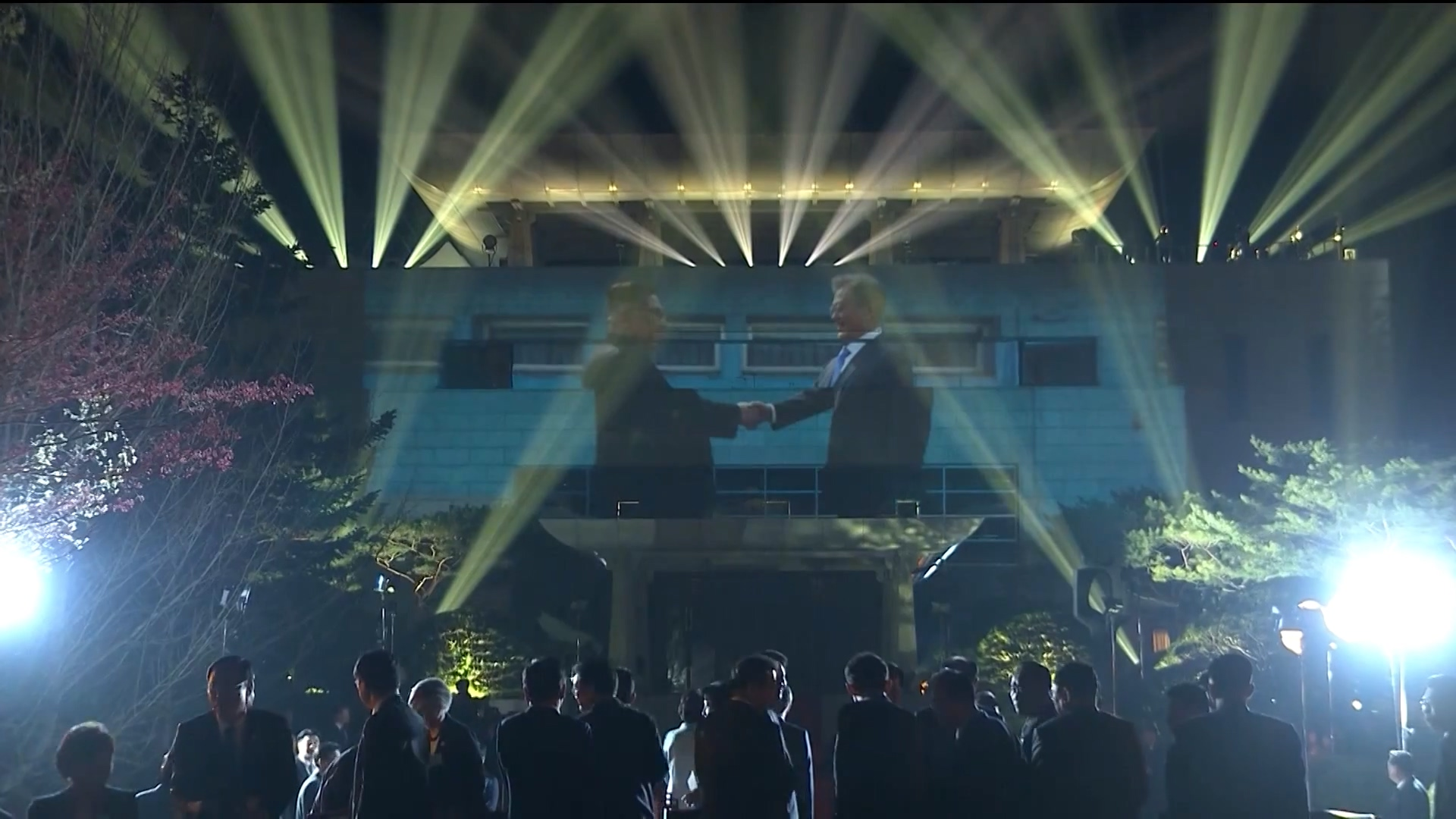
'하나의 봄'

## 정상회담 영향
정상 회담이 끝나고 5월 1일부터 한국 비무장 지대(DMZ)의 스피커가 해체되는 데 남과 북의 군사 당국은 동의했다. 이 계획은 약속처럼 이되었다. 동시에 북한은 한국과 시간을 맞추어 30분을 조정하여 재편성하기로 합의했다. 2018년 5월 5일 북한은 한국과 일치하도록 시간대를 변경했다.
2018년 세계 탁구 선수권 대회에서 남북 탁구단은 별도로 참가했으나 여자 종단 8강전에서 서로 대결을 맺었을 때 준결승 공동 팀을 구성하기로 협상했다. 결국 국제 탁구 연맹과 합의했다. 한국 팀은 준결승전에서 일본에 3-0으로 패했다.

## 반응 및 평가

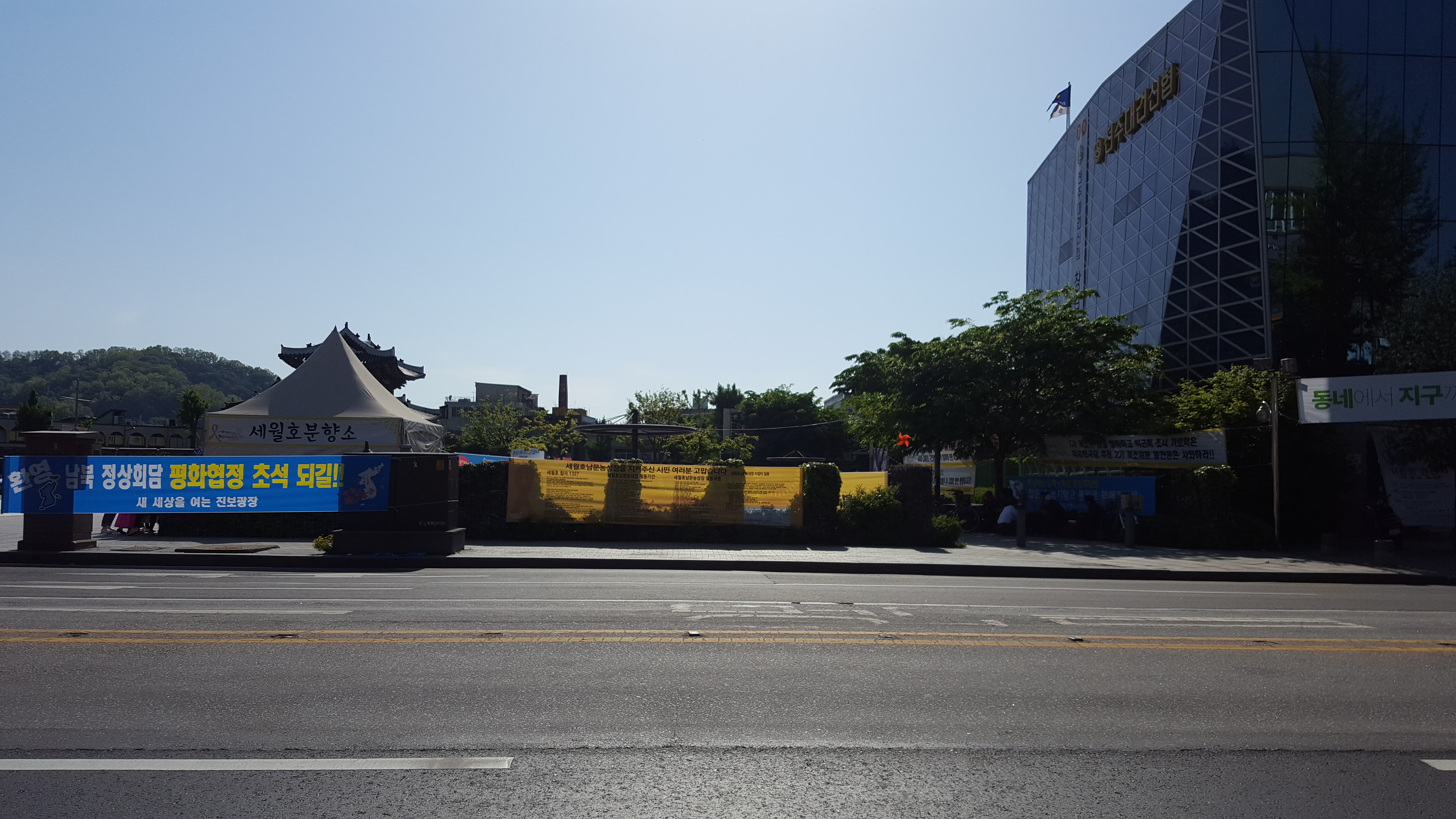
2018년 남북정상회담 성공기원 현수막

본 회담이 한반도 평화체제의 구축을 위해서 65년 지속된 정전 협정을 한반도 평화협정으로 전환할 수 있는 계기가 될 수 있다는 분석이 제기되었다. 또한 2018년 4월 남북 정상회담 이후 북미 정상회담에서의 중요한 의제 및 논의할 방향에 대한 프레임을 만들 수 있는 계기가 되었다는 분석도 있다.

### 대한민국
김현 더불어민주당 대변인은 27일 문재인 대통령과 김정은 국무위원장의 선언문 낭독 직후 국회 정론관에서의 브리핑을 통해 "문 대통령과 김 위원장이 합의한 판문점 선언은 남북관계만이 아닌 한반도 정세의 대전환점을 만든 역사적 쾌거로 기록될 것"이라면서 긍정적으로 평가했다. 최경환 민주평화당 대변인은 논평을 통하여 "오늘 판문점 선언은 과거 6·15 남북공동선언, 10·4선언을 이은 한반도의 운명을 새로 개척한 선언으로 환영한다"고 밝혔다. 이정미 정의당 대표는 "판문점 선언은 평화와 번영이라는 새역사의 이정표"라며 "오늘 선언으로 8000만 겨레와 전 세계는 전쟁 종식과 평화체제의 희망을 얻게 됐고, 한반도에는 평화, 공동번영, 민족 대단결이 자리잡을 것"이라고 발언했다. 김철근 바른미래당 대변인은 논평을 통하여 "한반도 평화체제를 구축하겠다는 남북정상회담 결과를 긍정적으로 평가한다"며 "그동안 중단됐던 다양한 교류 활성화와 상호 불가침 확인, 이산가족 상봉 등을 통해 한반도 평화체제를 구축하겠다는 남북정상회담 결과를 환영한다"고 말하였고, 또 "한반도 평화를 위해 가장 중요한 부분인 비핵화와 관련해 '완전한 비핵화'가 명문화된 것이 의미있지만, 이제부터 완전한 비핵화를 진전시키는 구체적 실행방안 합의가 뒤따라야 할 것"이라며 남북정상회담의 결과에 대해 다소 신중한 모습을 보였다.
그러나 홍준표 자유한국당 대표는 이번 남북정상회담에 대해 "김정은과 문재인 정권이 합작한 남북 위장평화쇼"라 하며 남북정상회담과 판문점 선언을 평가절하하였고, 김성태 자유한국당 원내대표는 이번 남북정상회담이 남북관계의 새로운 변곡점으로써 대단히 중요하다고 하면서도 보여주기식 감성팔이는 안 된다고 말했다. 나경원 자유한국당 의원은 자신의 페이스북에 북한의 완전하고 검증 가능하며 불가역적인 비핵화에 대해서는 한마디 언급도 없이 막연히 한반도의 비핵화만을 이야기 했다고 주장했다. 또한 국가비상대책국민위원회를 비롯한 대한민국의 여러 보수 단체 회원 300명은 4월 27일 낮 12시 경 남북정상회담은 평화를 가장한 사기극이라 주장하면서 임진각에서 반대 집회를 열었고, 이 과정에서 대한민국 내 일부 진보 단체 회원들과의 충돌이 있었으나 피해는 없었다. 집회를 마친 이후 오후 2시부터는 임진각에서 운천역까지 행진하였다. 이어서 4월 27일 서울특별시 중구 대한문 앞에서 일부 보수 단체의 집회가 있었으나 물리적 충돌 없이 종료되었다.

### 조선민주주의인민공화국
조선민주주의인민공화국의 국영 통신사인 조선중앙통신사는 2018년 4월 27일 오전 6시 31분 김정은 위원장이 오늘 새벽 평양을 출발하였다고 타전했고, 같은 날 조선민주주의인민공화국의 당 기관지인 로동신문의 1면 헤드라인에 실렸다. 지난 2000년과 2007년에 열렸던 정상회담 당시 해당 매체는 정상회담 관련 내용을 오후에 보도하였기 때문에, 이번의 신속하고 자세한 보도는 매우 이례적인 것으로 평가되고 있다. 조선중앙방송은 해당 사실을 평양시간 기준 오후 3시에 녹화 방송으로 보도하였으며, 조선민주주의인민공화국 지역 내에서의 생중계는 이뤄지지 않았다.

### 미국
도널드 트럼프 미국 대통령은 4월 27일 오후 6시 경(KST 기준) 자신의 트위터 계정에  "미사일 발사와 핵 실험의 격렬한 한 해가 지나고 남북 간 역사적인 만남이 일어나고 있다"며 환영 의사를 밝힌 뒤 "좋은 일들이 일어나고 있다. 그러나 오직 시간이 말해줄 것"이라 남기며 남북정상회담에 대해 중립적으로 평가하였다.

### 중국
중국 외교부 대변인은 "역사적인 판문점 회담을 계기로 장기적인 한반도 안정을 위한 새로운 여정이 시작되기를 기대한다."며 이번 회담의 성과는 남북 간 화해와 한반도 평화에 큰 도움이 될 것이라고 평가했다. 중국은 또한 남북이 대화와 협상을 통해 문제를 해결하는 것을 일관되게 지지했다는 점을 강조했다. 중국 관영 CCTV는 남북 정상이 만나는 순간은 물론 판문점 선언 등 중요한 장면을 생방송으로 전하며 상세히 보도했다.

### 일본
아베 신조 일본 내각총리대신은 남북정상회담에 대해 북한에 관해 당면한 현안의 포괄적인 해결을 위한 긍정적인 움직임을 환영한다며, 북한이 구체적인 행동을 취하기를 기대한다고 답하였다. 또 판문점 선언과 관련해서는 과거의 선언과 비교하면서 향후 북한 문제에 대한 대응을 생각해 보겠다고 답하였다. 이어 그는 "북한 문제에 대한 포괄적인 해결, 그리고 북미정상회담을 위해서 한·미·일이 긴밀히 협력해야 한다. 중국, 러시아, 그리고 국제 사회와도 확실히 연대한다"고 답했다.

### 영국
영국 BBC에서는 남북 간의 3번째 정상회담이 그동안 군사적 긴장을 풀 수 있는 좋은 계기가 될 것으로 보며, 특히 북한이 핵미사일 등의 그동안 이슈가 된 북핵을 동결 또는 해제할 용의가 있다는 것에 대해서 긍정적인 시그널로 판단하였다.

## 논란
2018년 4월 24일, 가나스키 겐지 일본 외무성 아시아대양주국 국장은 4월 27일 열리는 남북정상회담 이후 열리는 만찬 메뉴에 독도가 표시된 디저트를 포함하고 있다며, 주일본 대한민국 대사관 차석공사 이희섭을 초치하여 항의하였다. 만찬에는 한반도 모양의 장식이 올려진 망고 디저트를 제공하였으며, 한반도 모양의 장식에는 독도가 그려져있다.
2018년 4월 27일 고노 다로 일본 외무대신은 독도 디저트와 관련하여 매우 불필요한 것이라 생각하고 있다고 언급하였다. 또한 후쿠이 데루 영토문제담당상은 다케시마(竹島 →독도의 일본 명칭)는 역사적으로도 국제법상으로도 일본의 고유한 영토라 답하면서, 이 입장에 대한 이해가 이루어지도록 전달할 것이라 답했다.

## 정상회담 사진

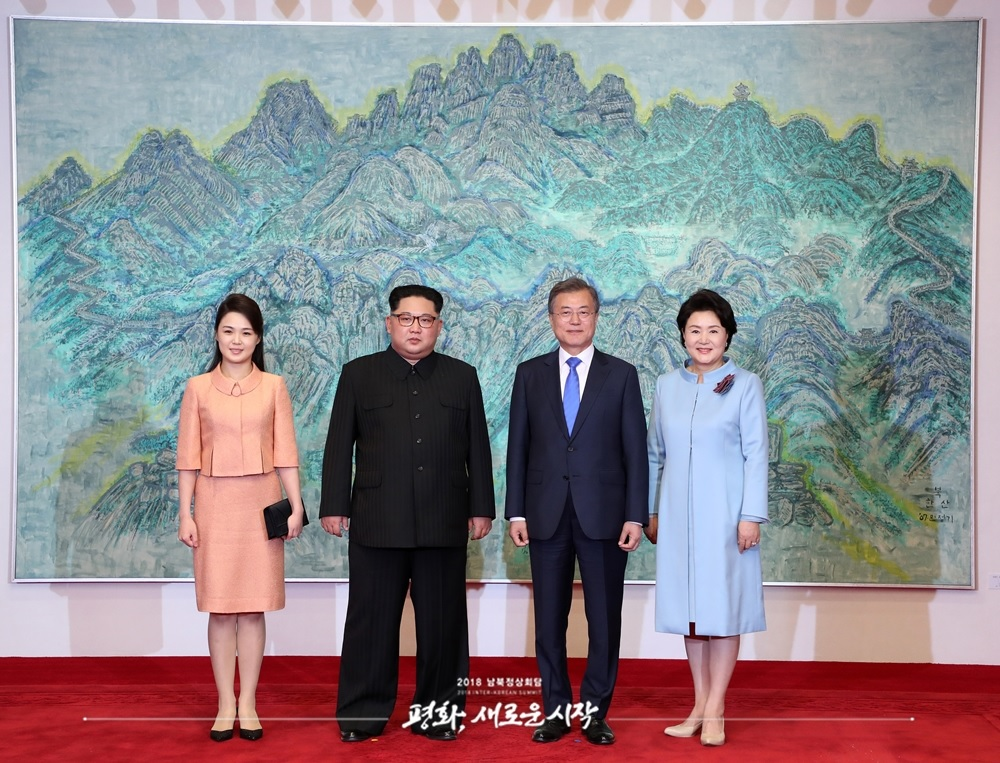
판문점 선언 이후 평화의집에서 두정상 및 김정숙 여사. 리설주 여사의 사진 촬영
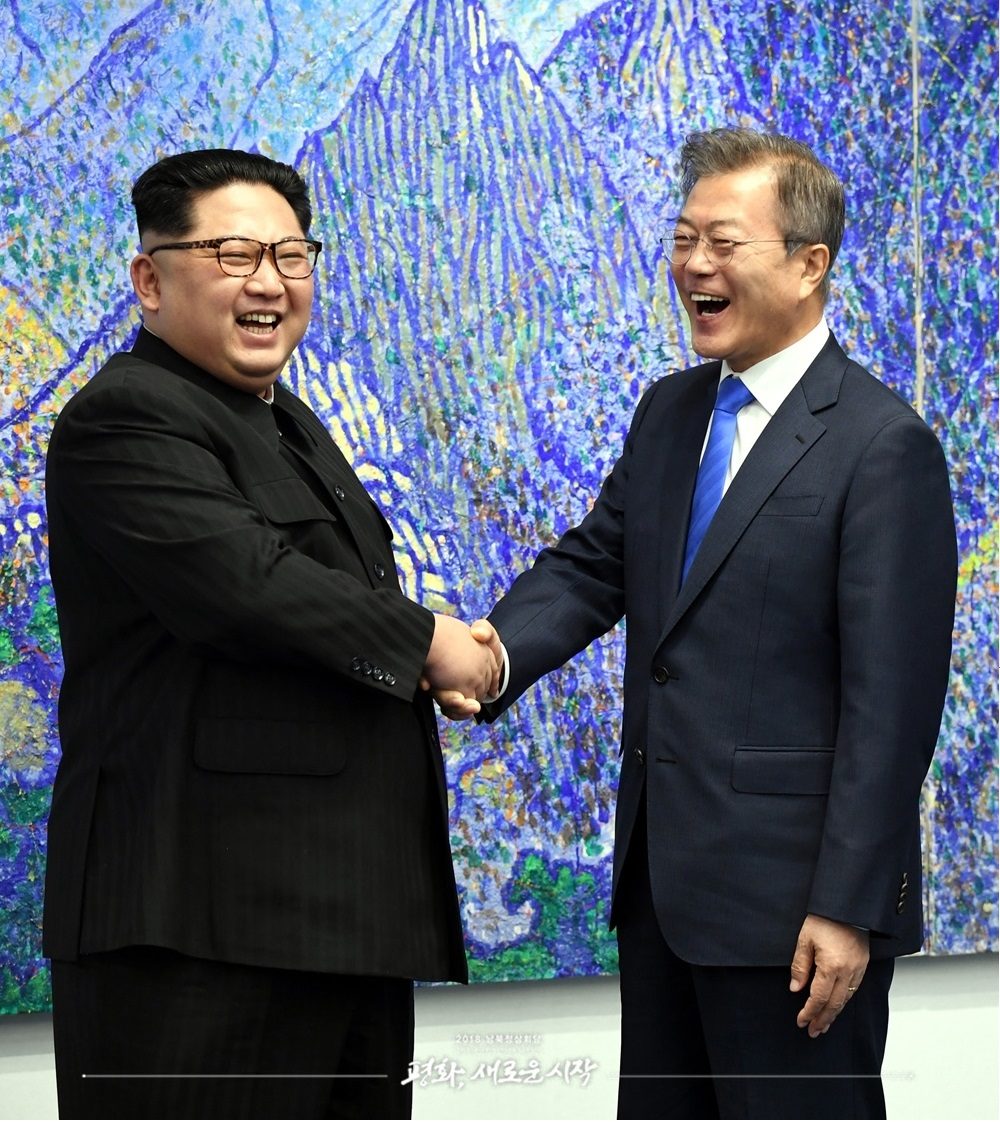
남과 북 두정상 문재인 대통령과 김정은 국무 위원장이 판문점 선언이후 평화의 집에서 악수를 하고 있다.
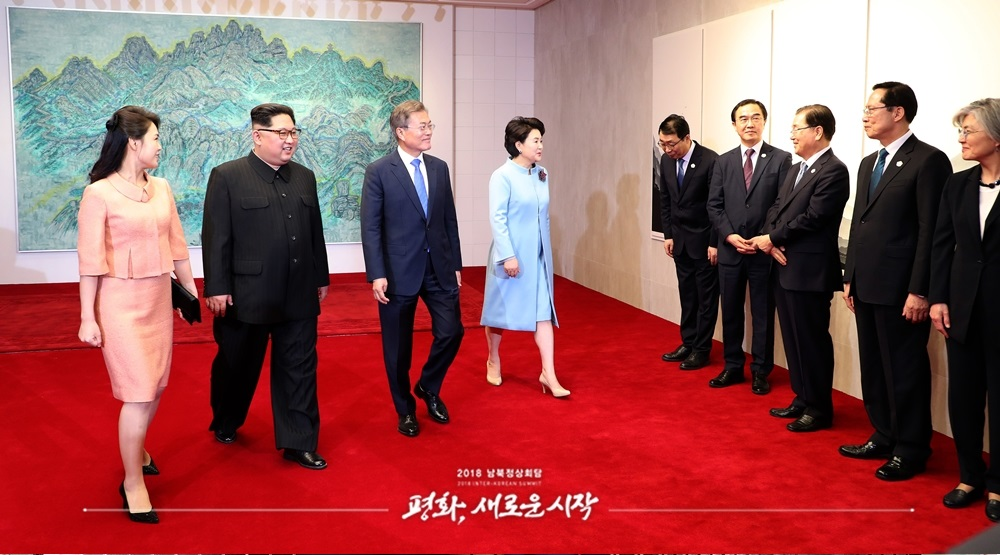
평화의집에서 양국 정상 과 김정숙 여사. 리설주 여사의  이동하고 있다.
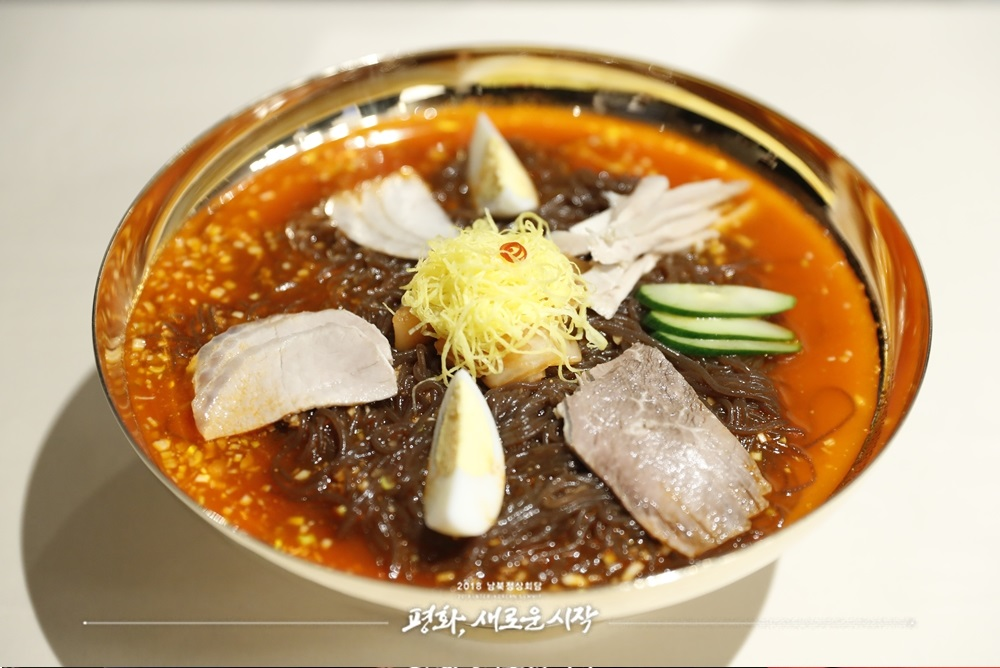
정상회담 식사 메뉴인 평양냉면 - 냉면 제면기를 직접 북한에서 공수 하였다.
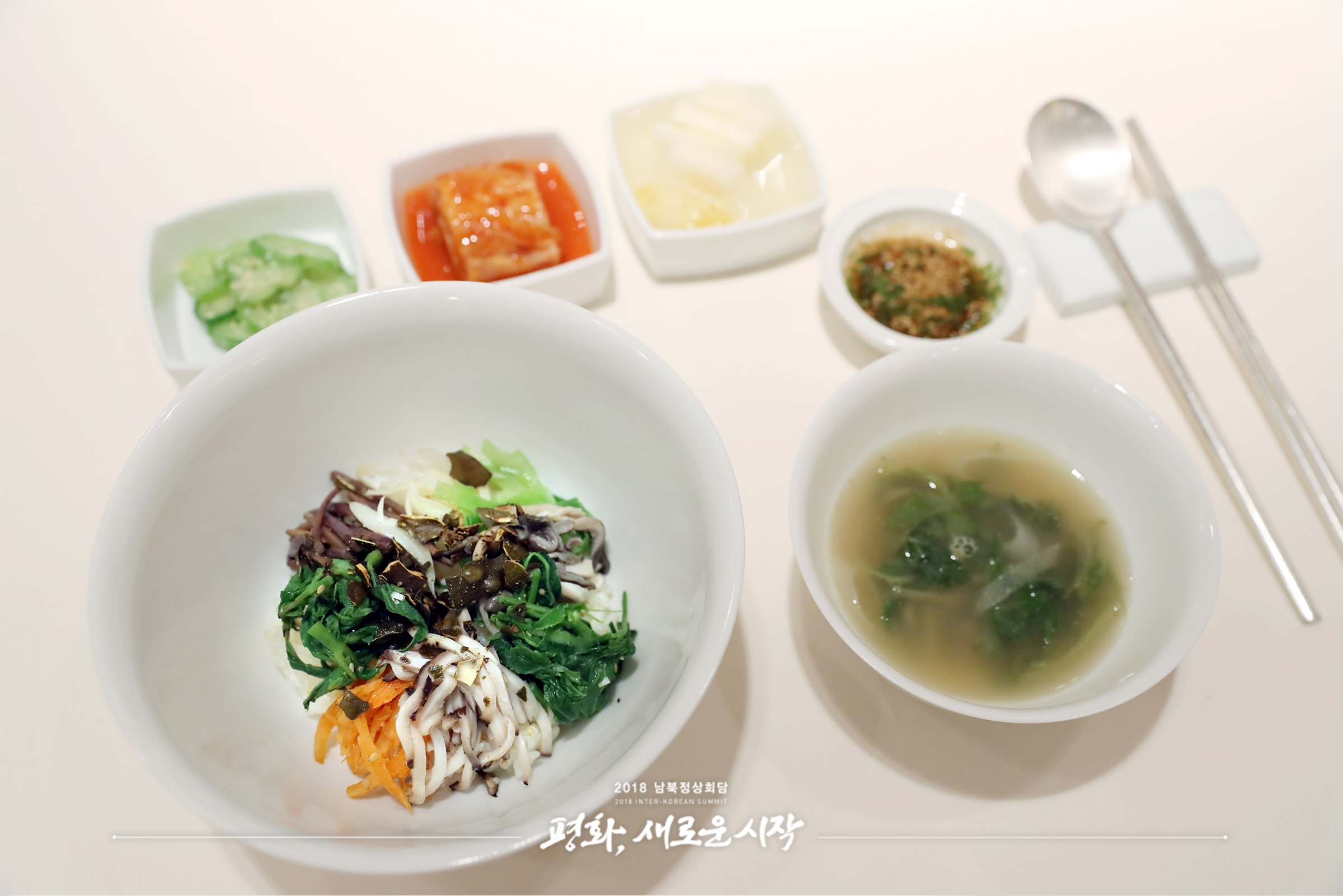
정상회담 식사 메뉴인 산나물비빔밥이다.
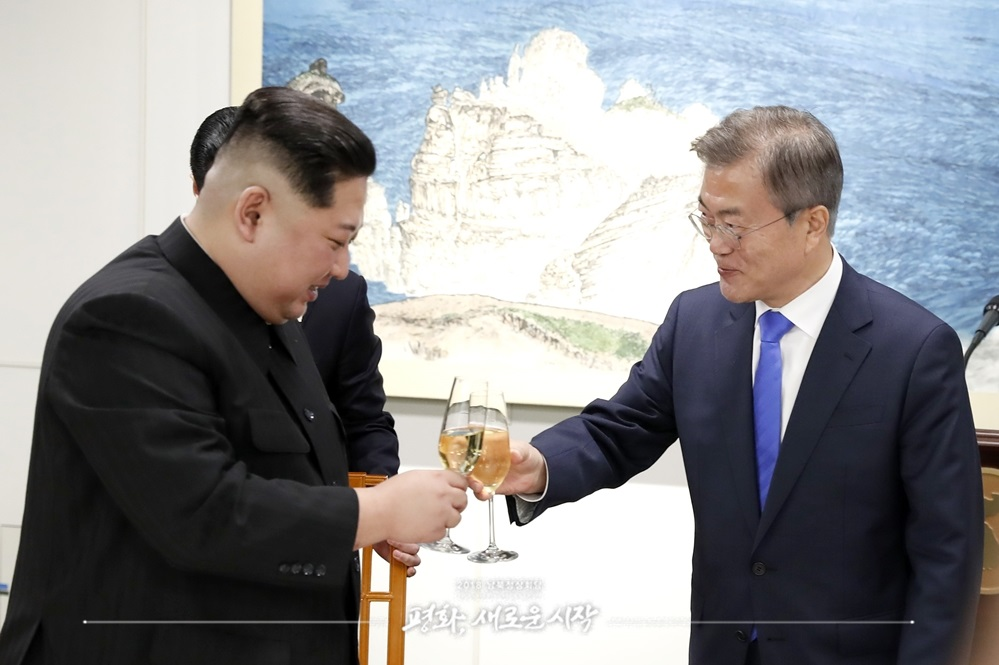
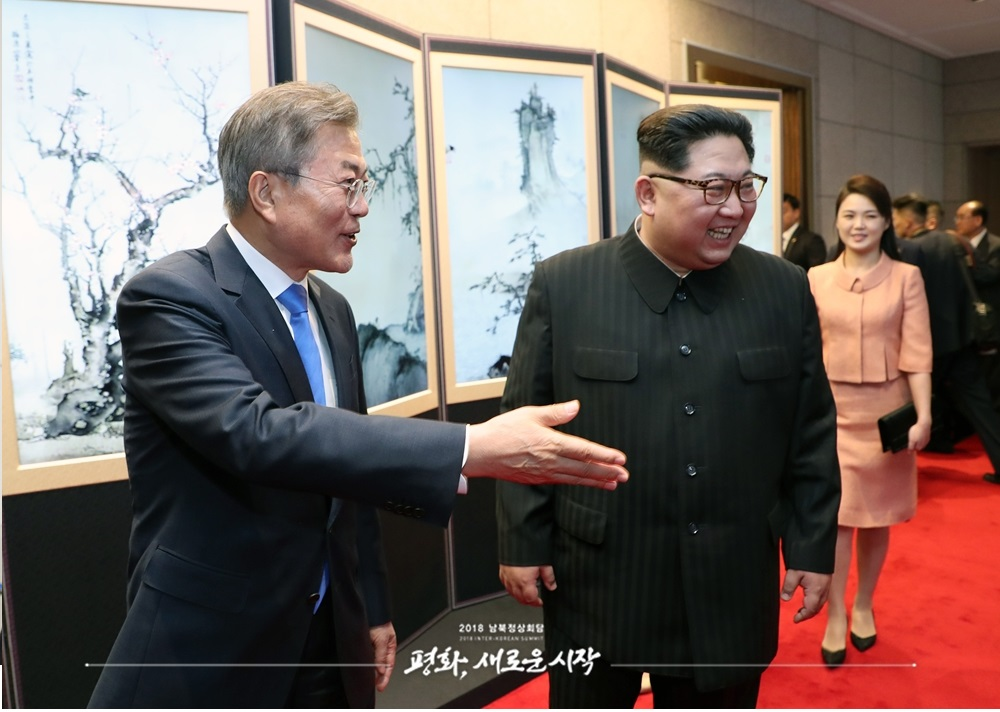
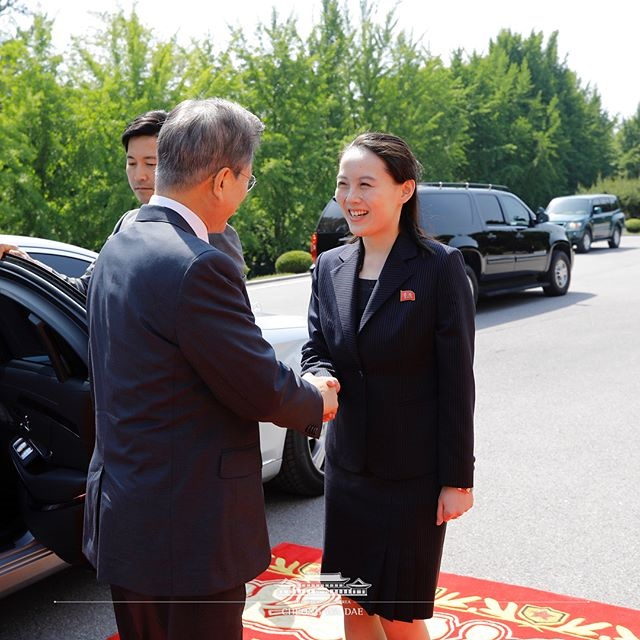
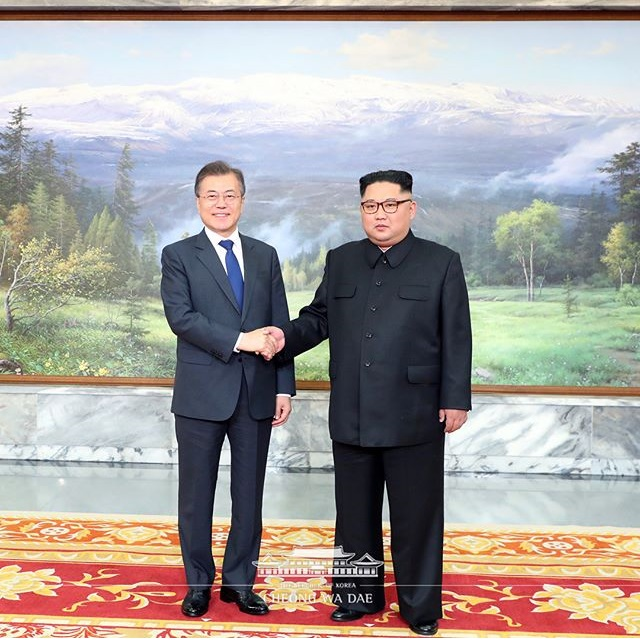
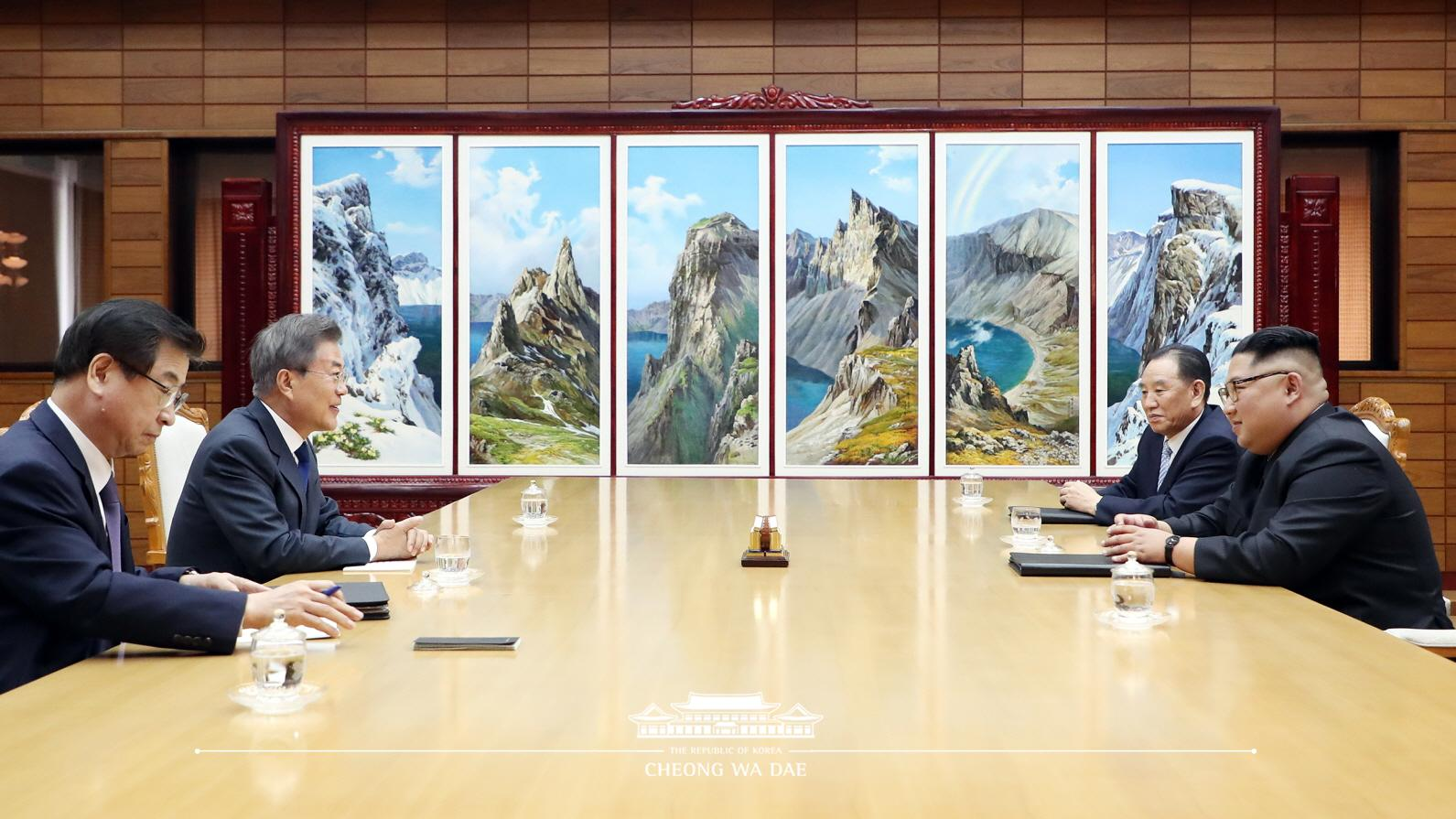
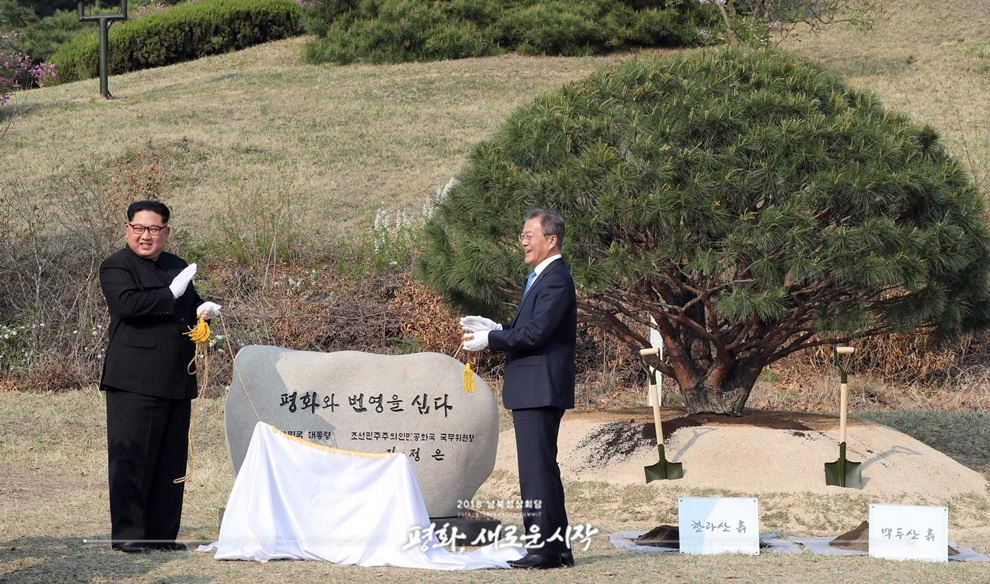
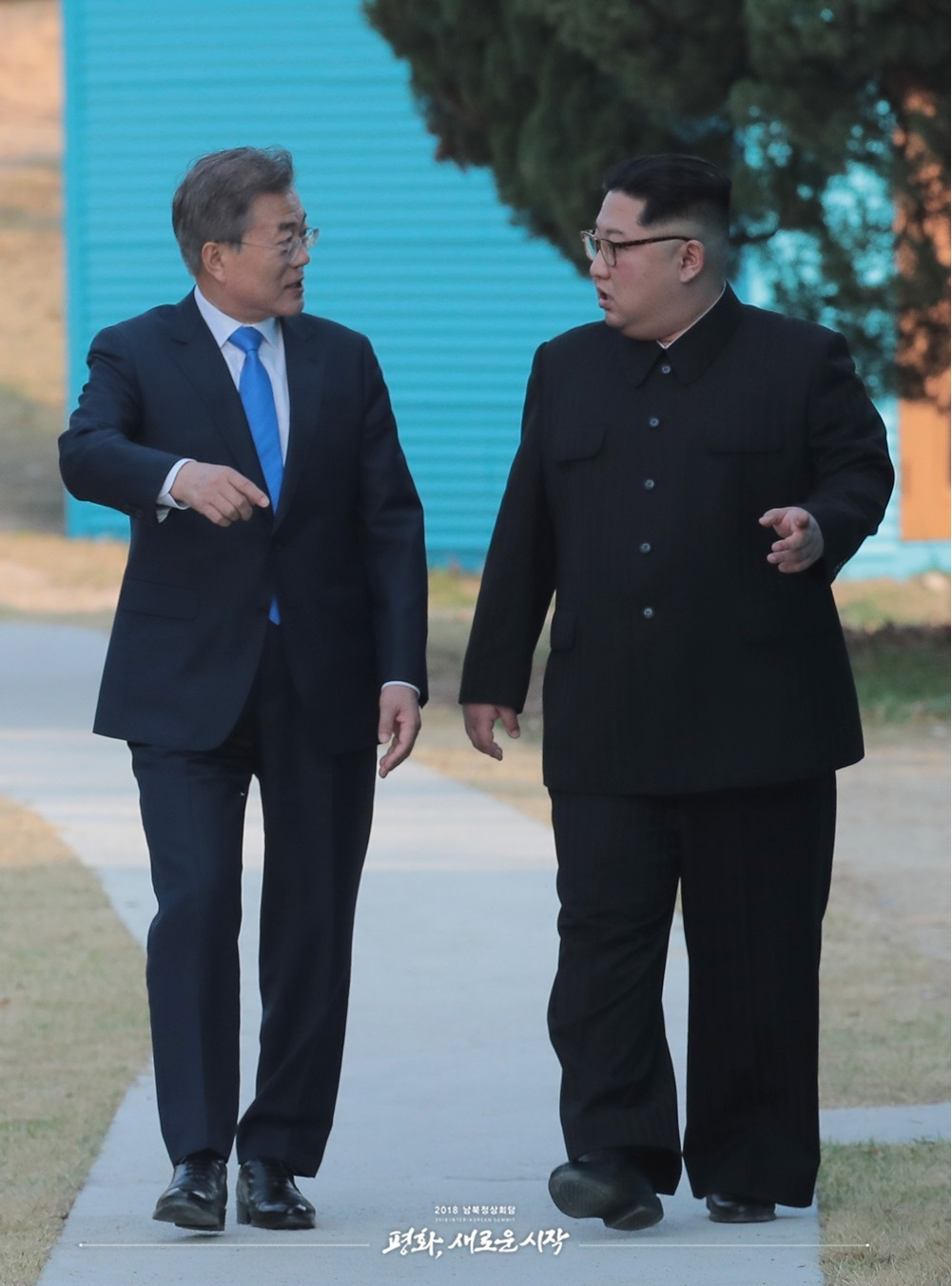
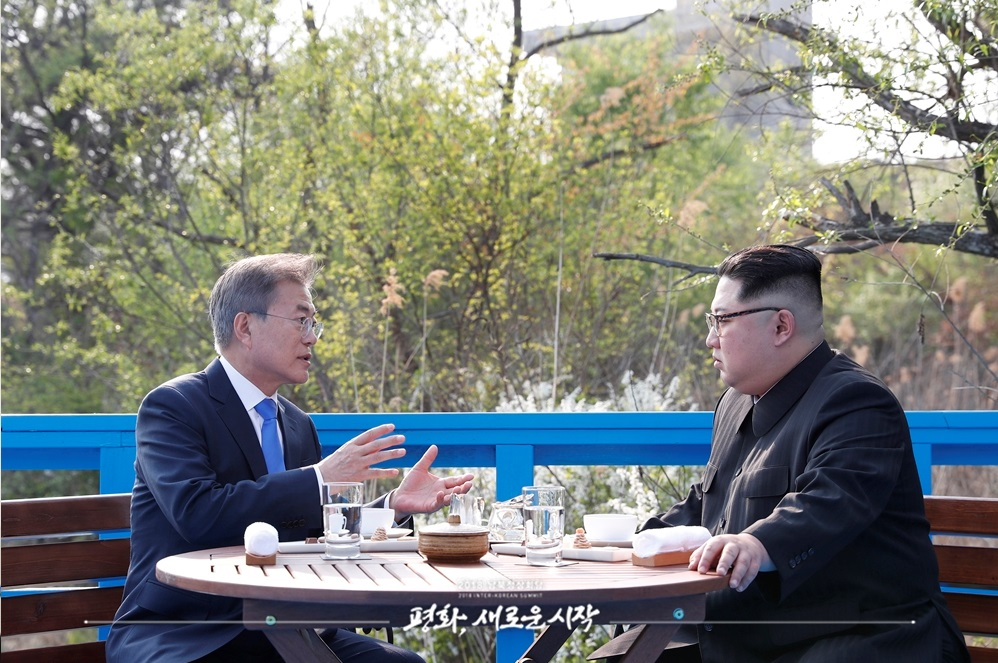
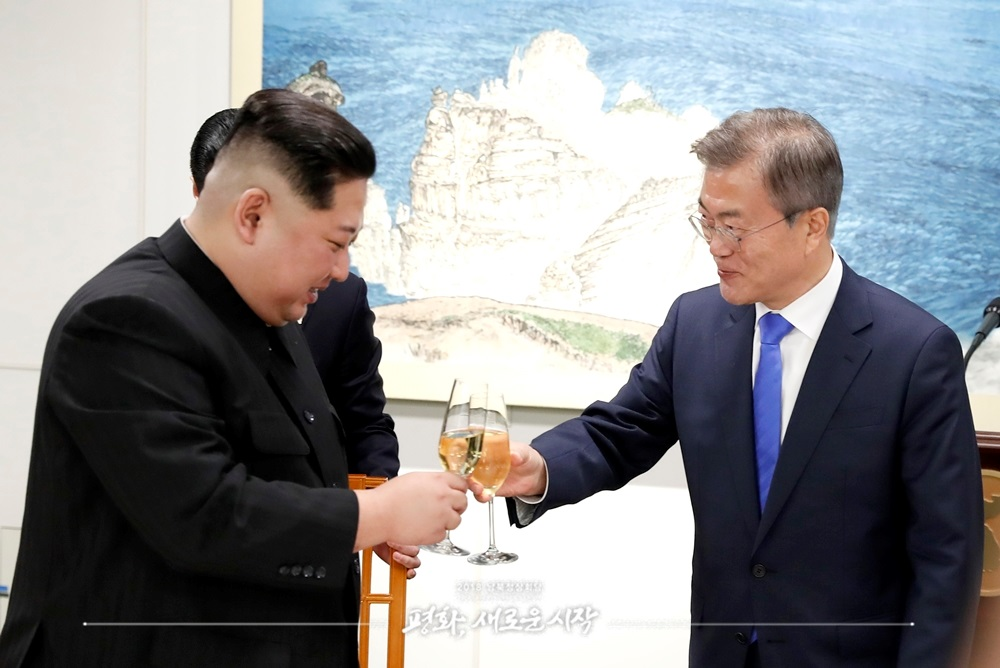
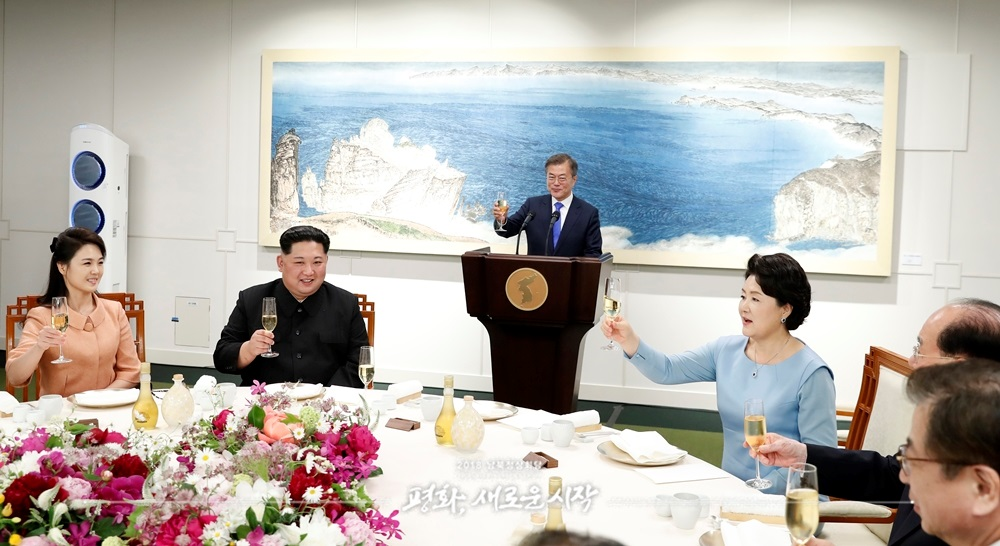
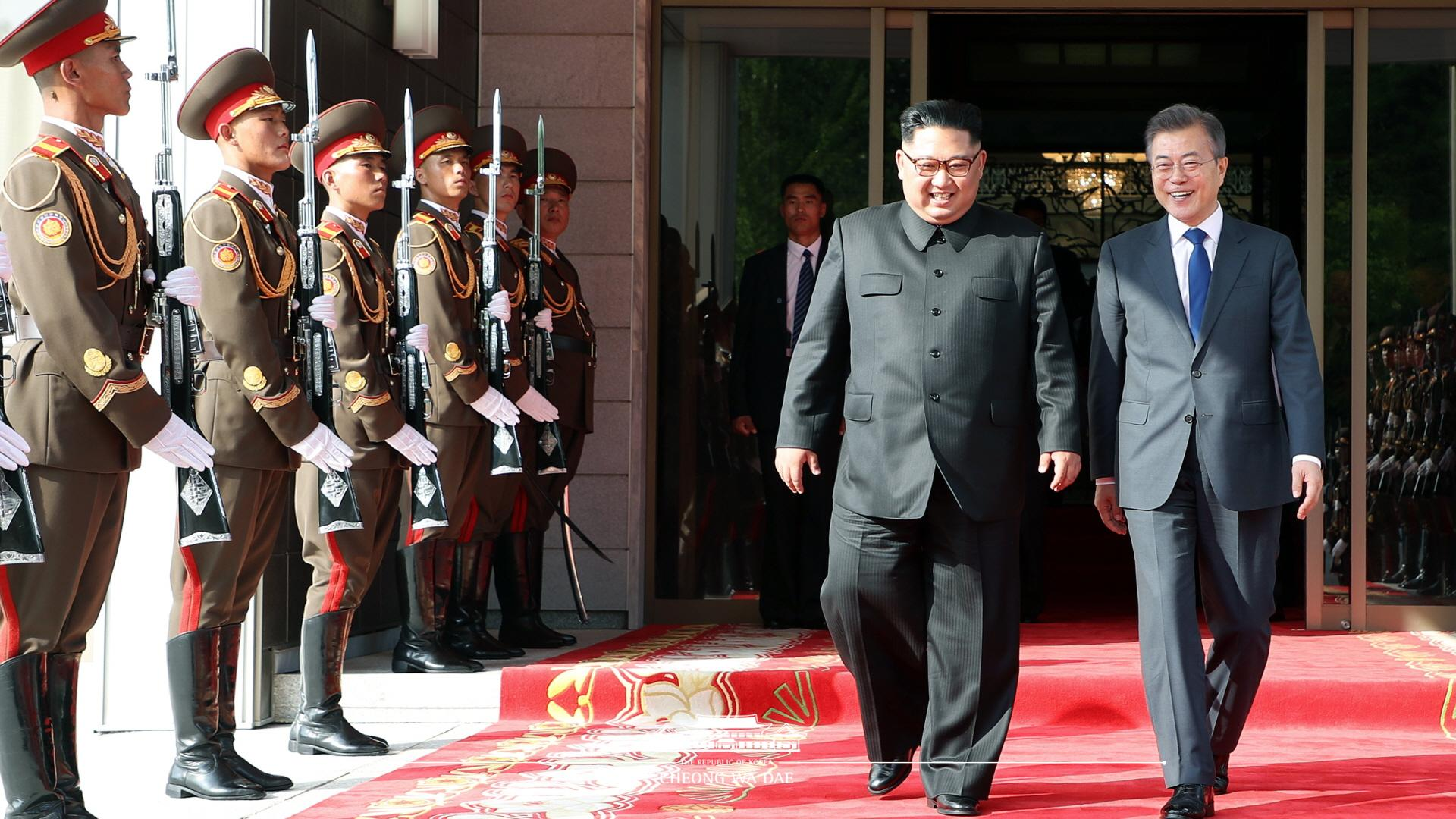
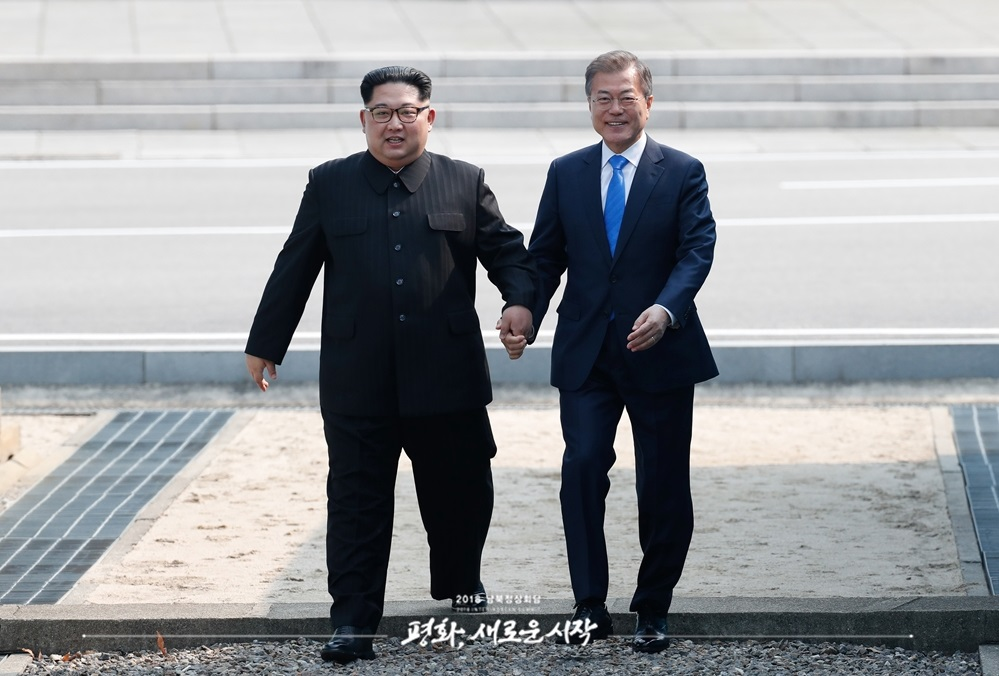
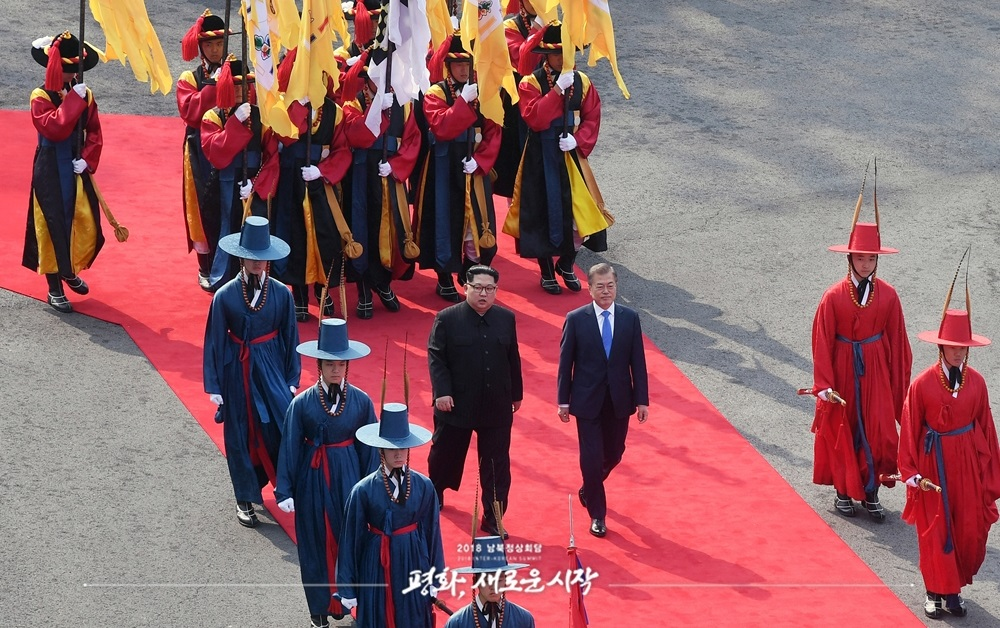
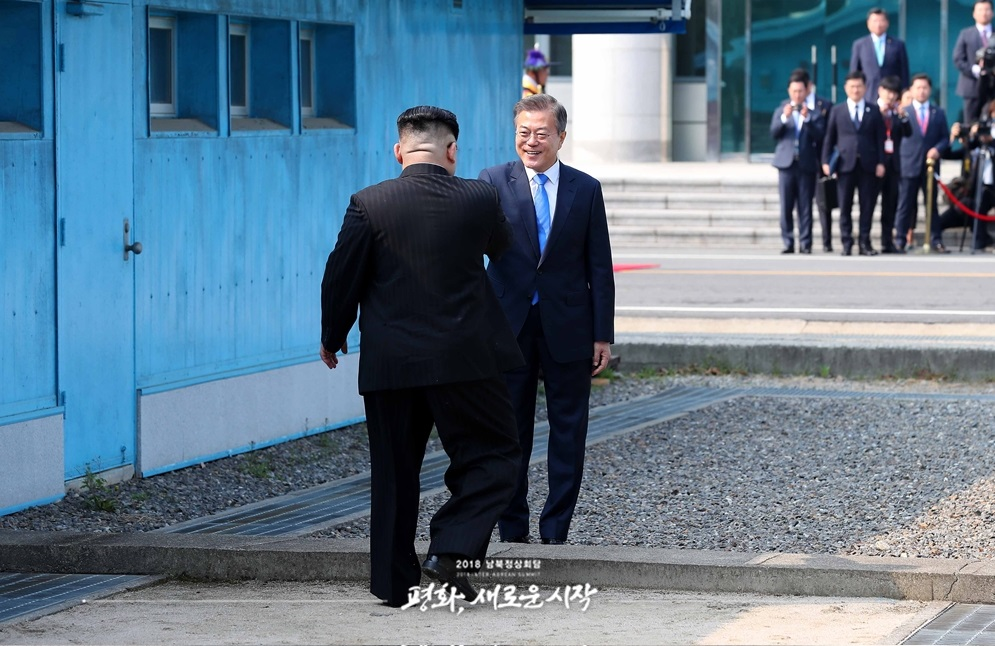
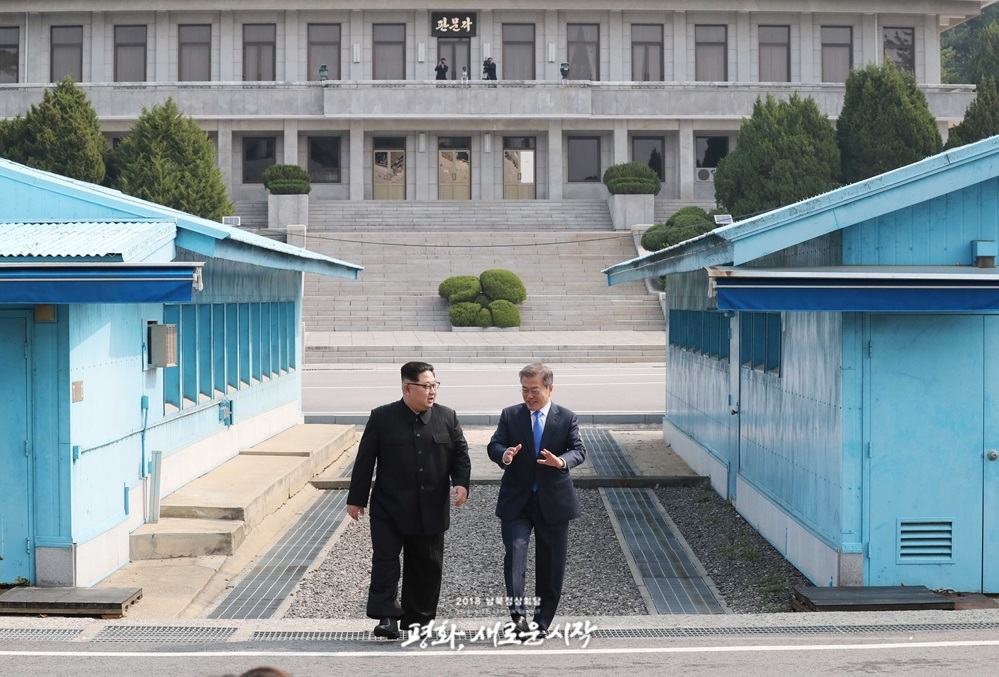
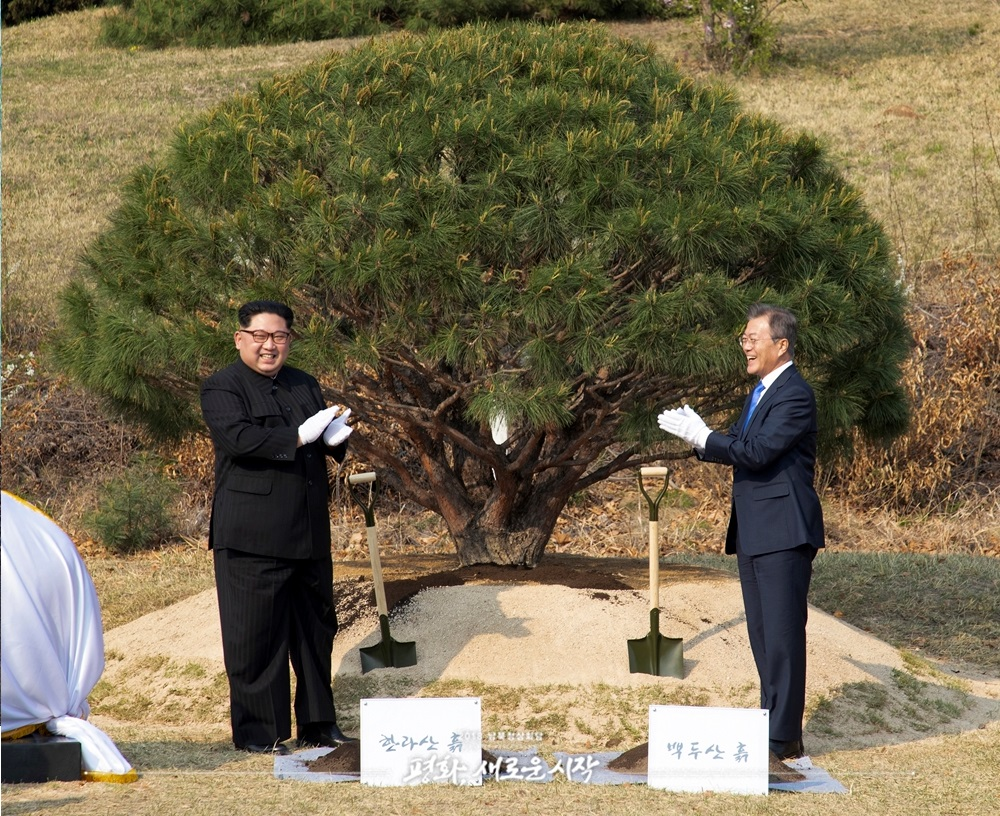
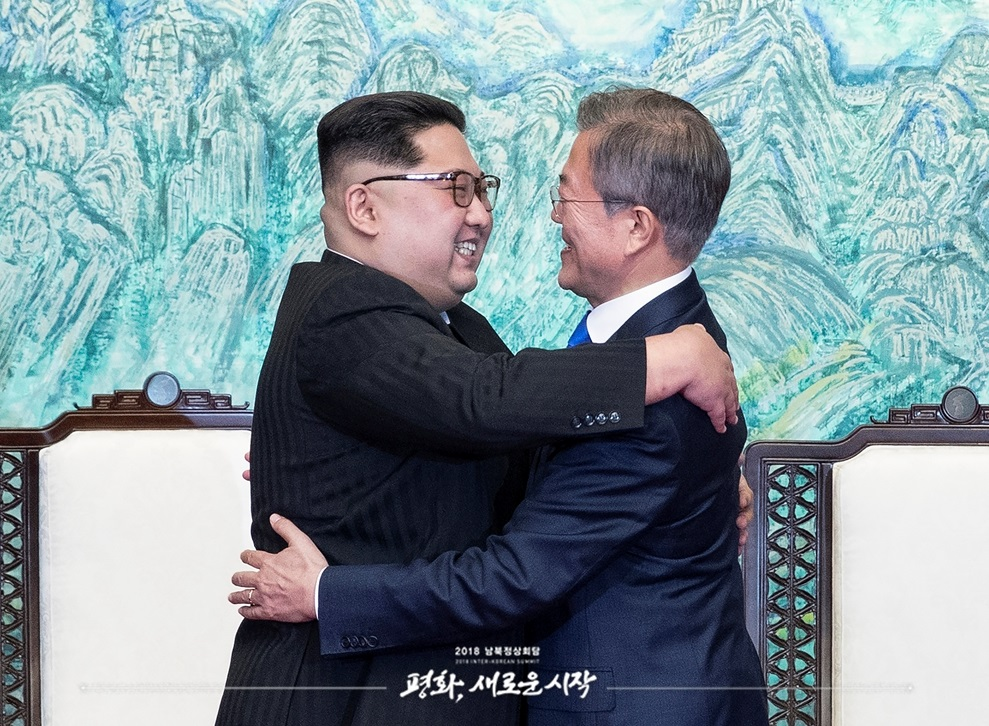
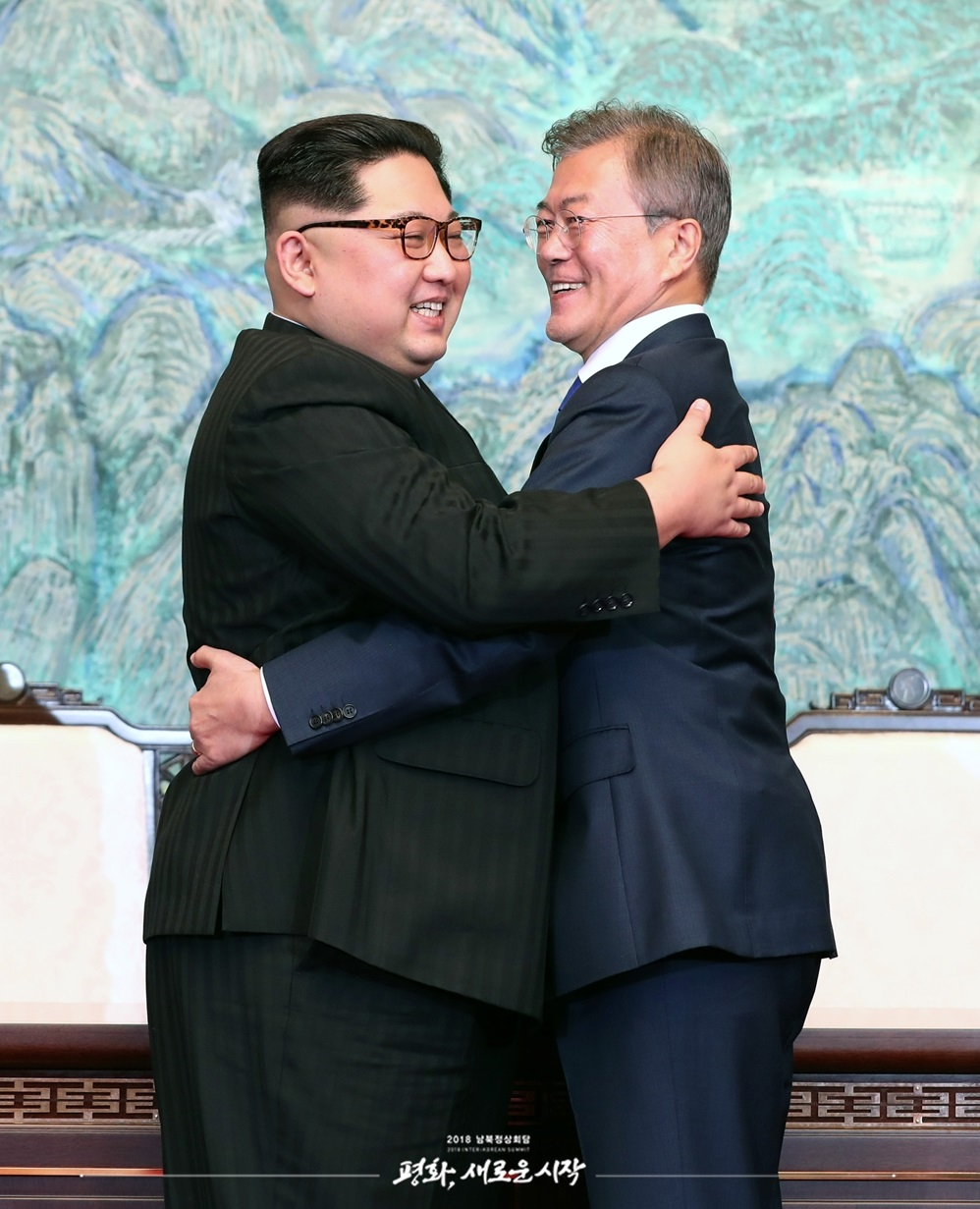
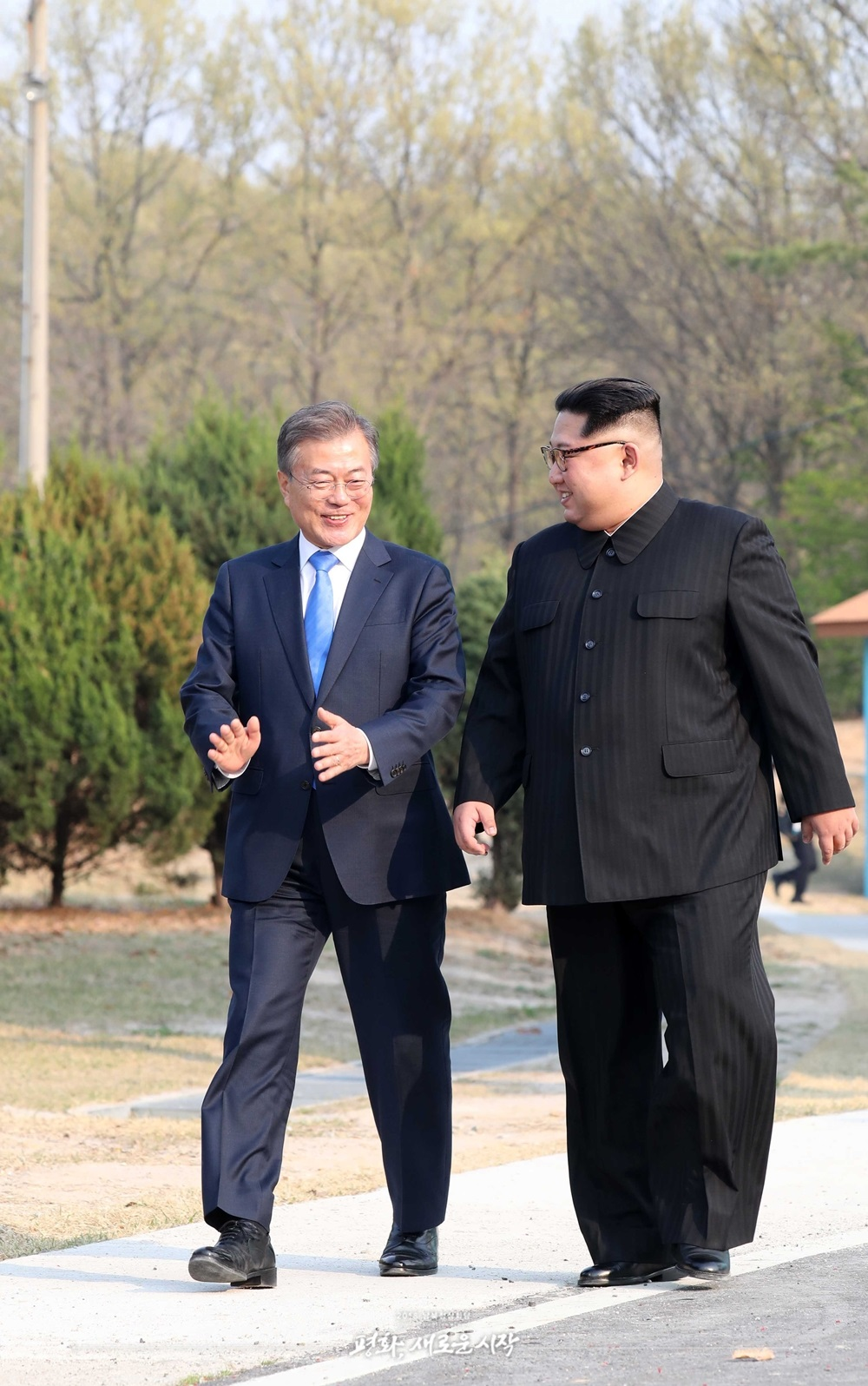
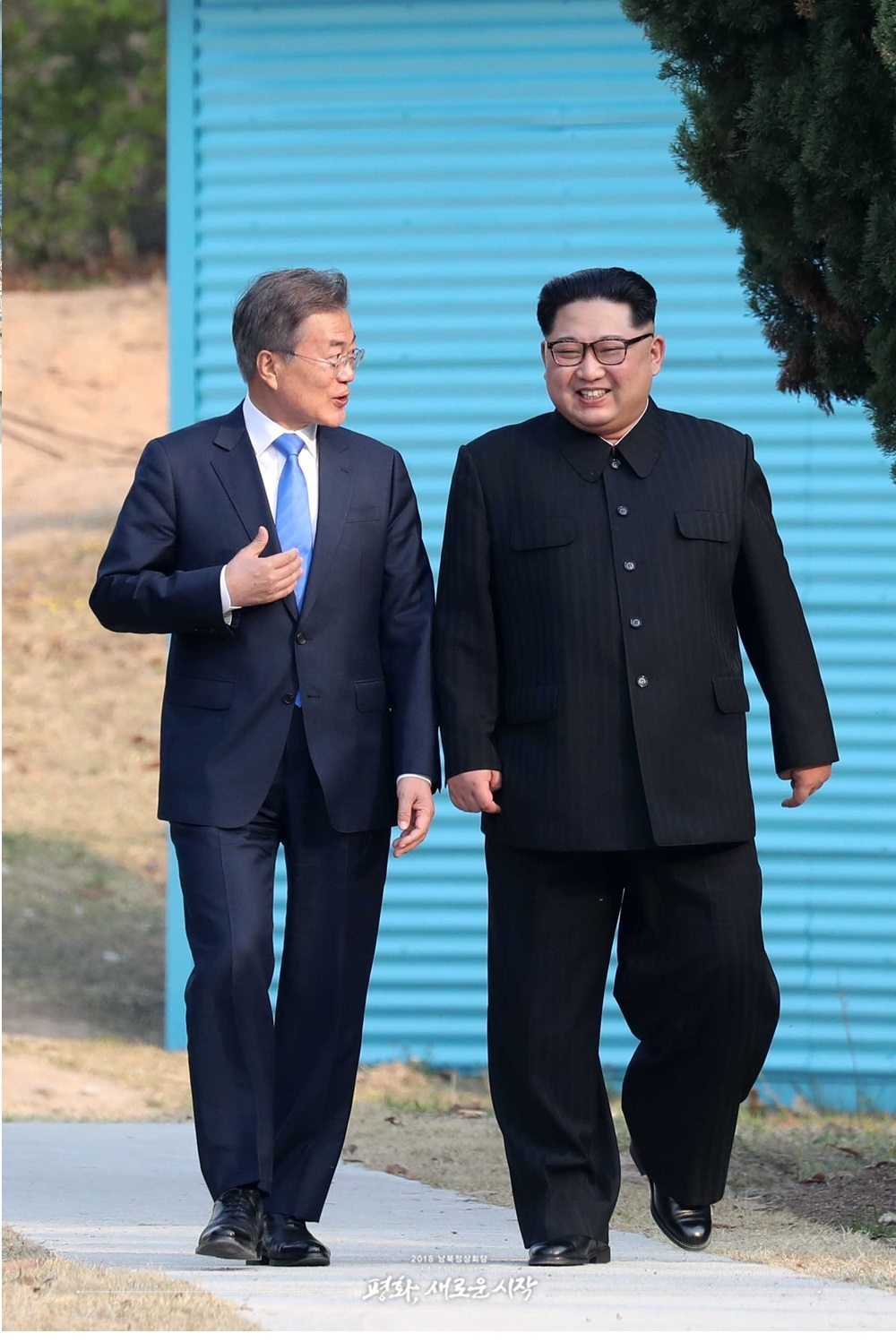
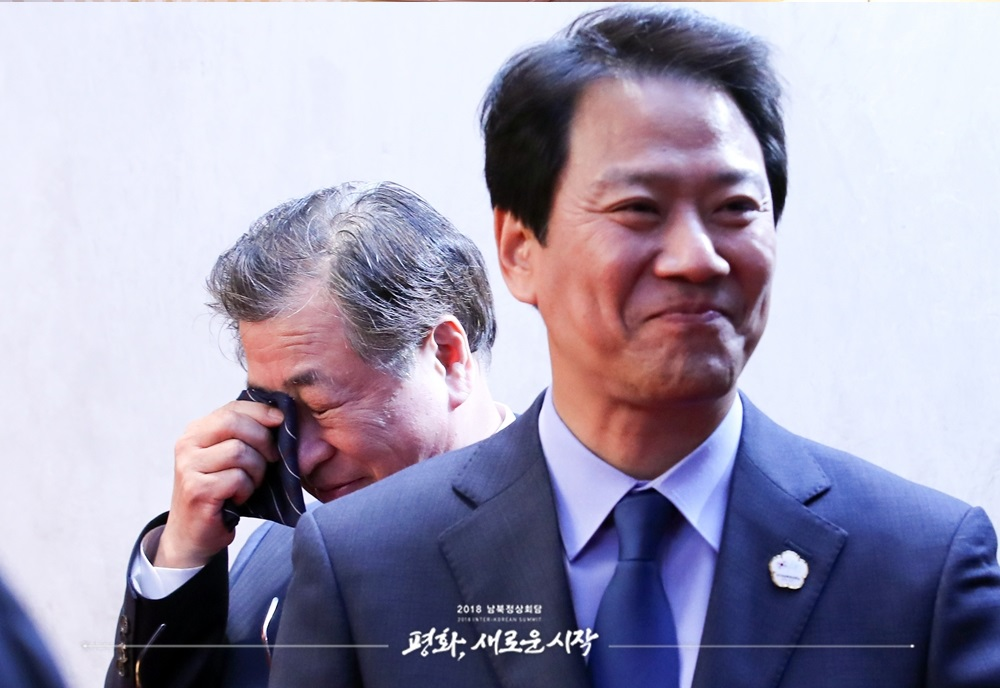
국정원장 서훈 이 대통령의 판문점 선언 발표후 눈물을 닦음
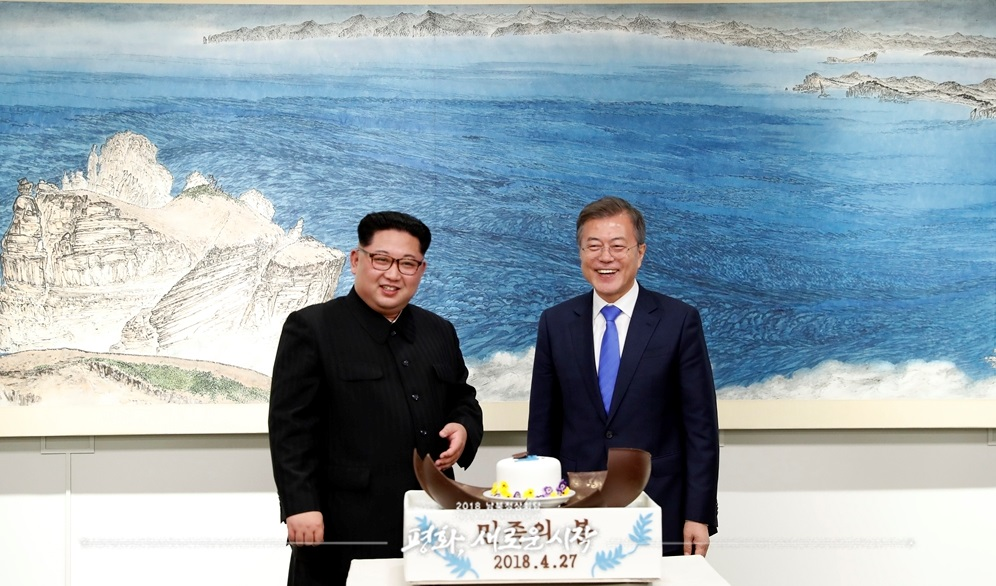
한반도의 봄이 온것을 상징하는 정상회담 식사 디저트- 초코릿 원형돔을 나무 망치로 문재인 대통령과 김정은 국무위원장이 함께  열었다.
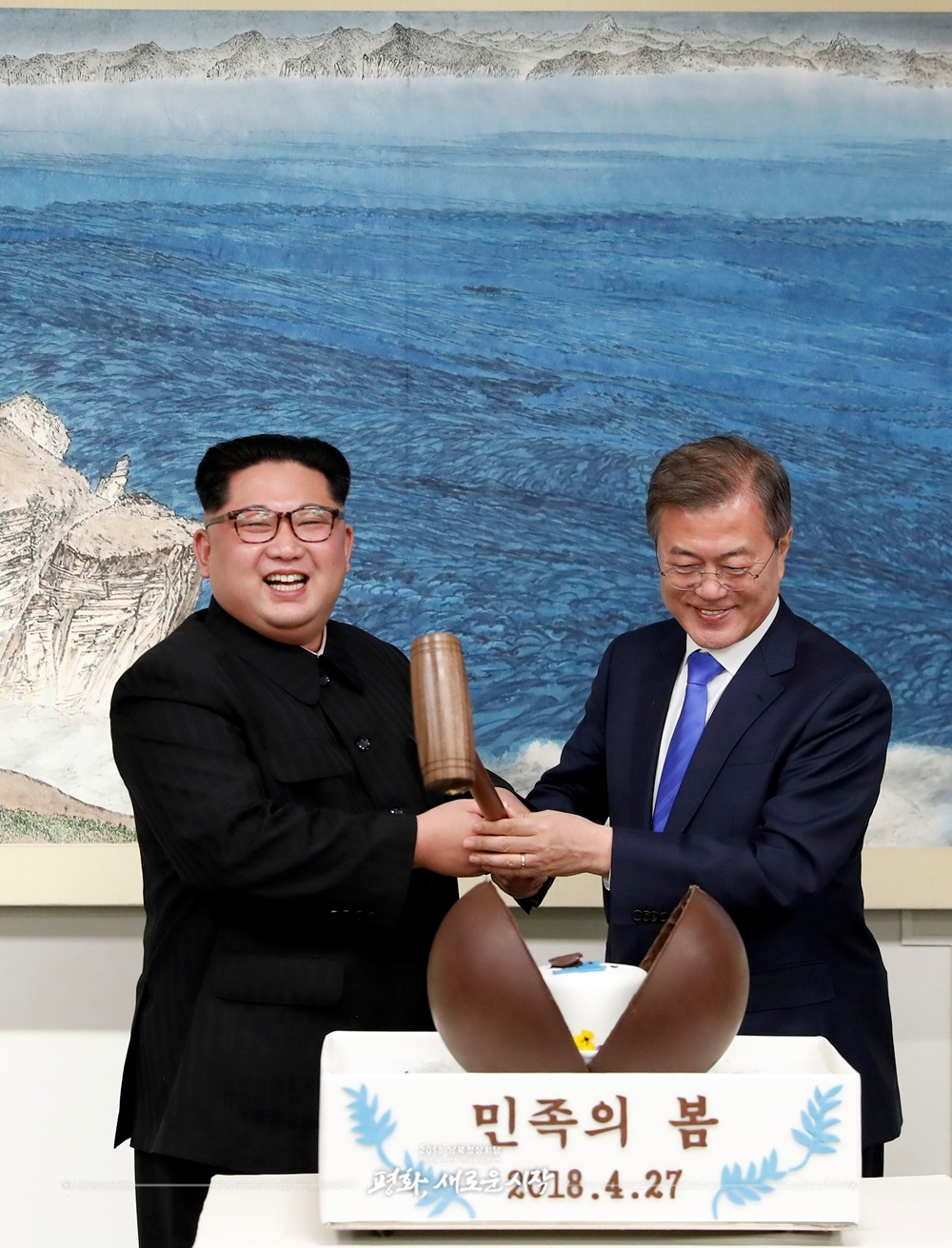
한반도의 봄이 온것을 상징하는 정상회담 식사 디저트- 초코릿 원형돔을 나무 망치로 문재인 대통령과 김정은 주석 이 함께  열고 있다
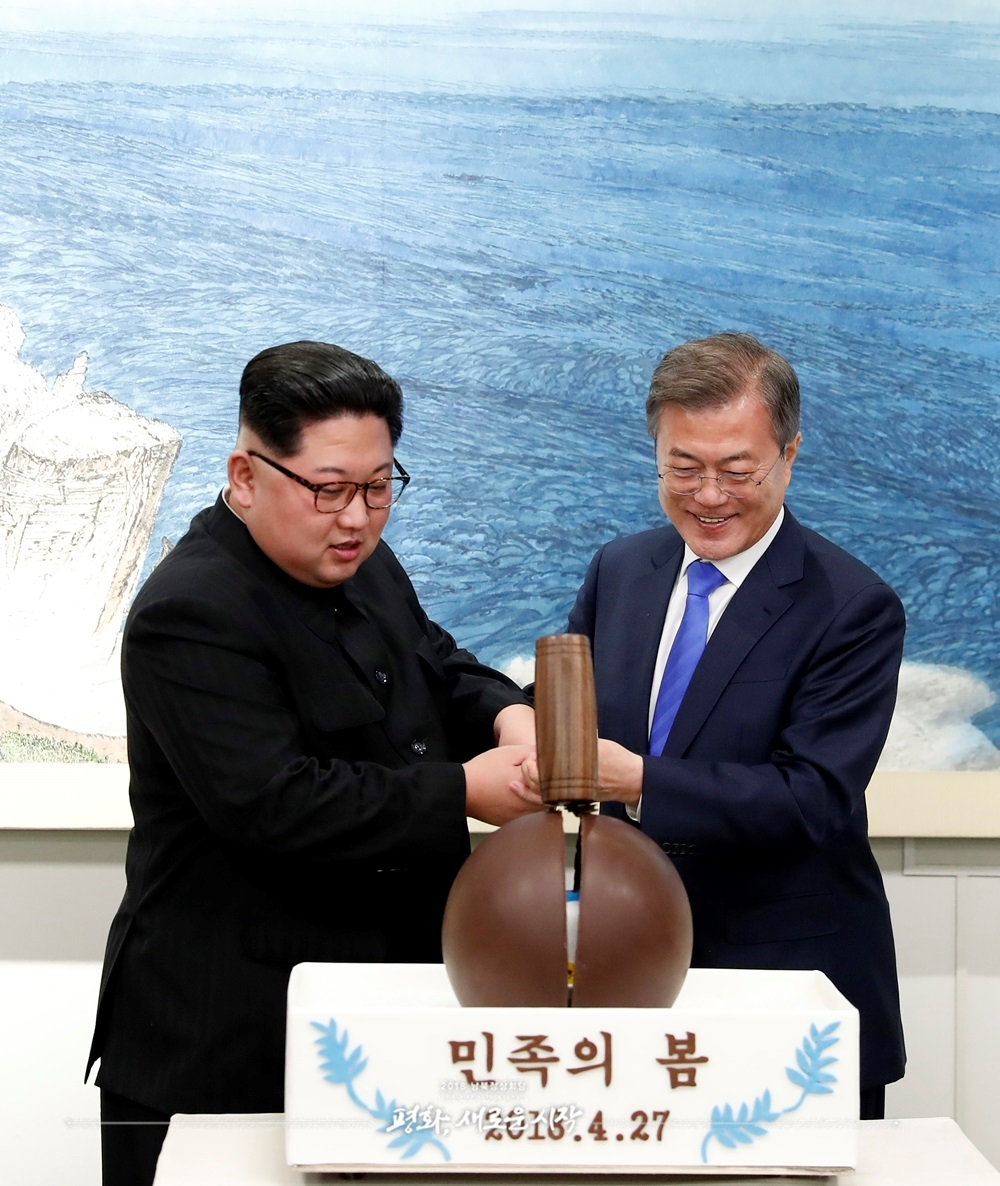
한반도의 봄이 온것을 상징하는 정상회담 식사 디저트- 초코릿 원형돔을 나무 망치로 문재인 대통령과 김정은 주석 이 함께  열고 있다
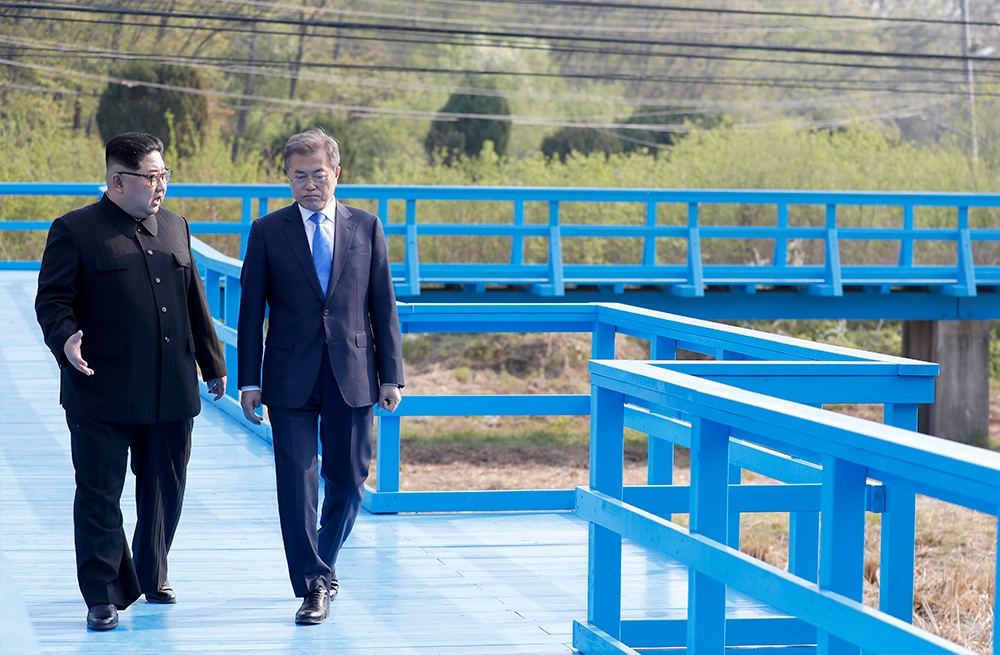
두사람의 남북 정상이 한국의 DMZ를 걷고 있다
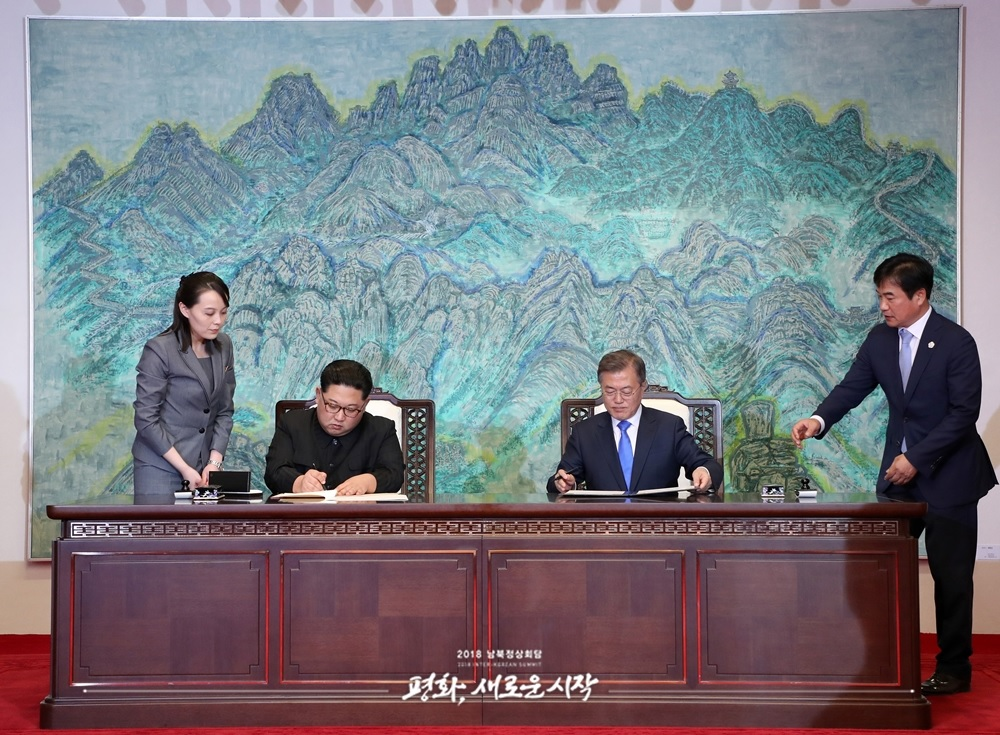
남과 북 두정상 문재인 대통령과 김정은 국무 위원장이 판문점 선언에 서명을 하고 있다.
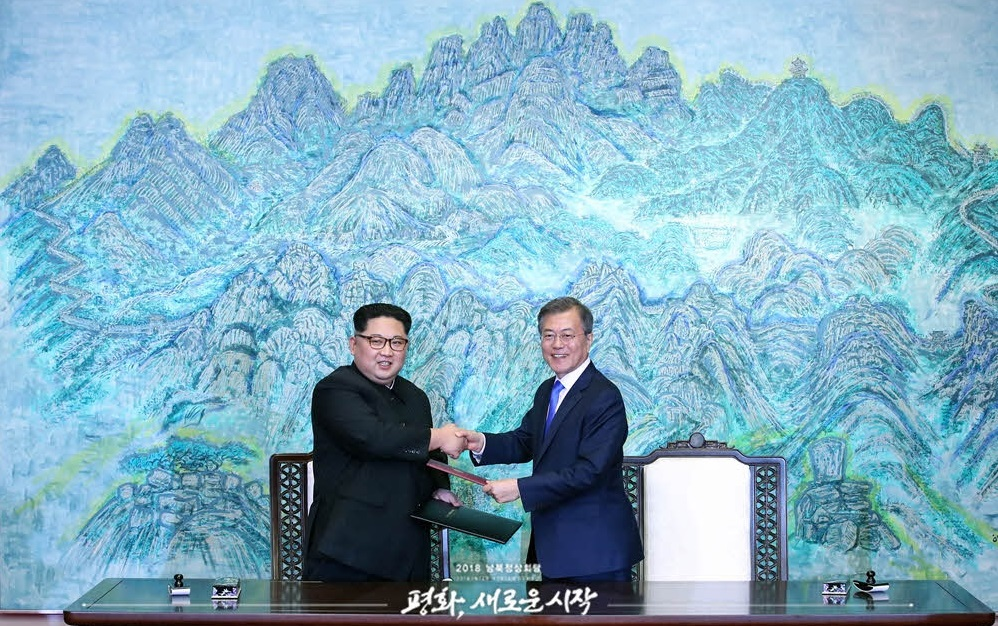
남과 북 두정상 문재인 대통령과 김정은 국무 위원장이 판문점 선언을 들고 있다.
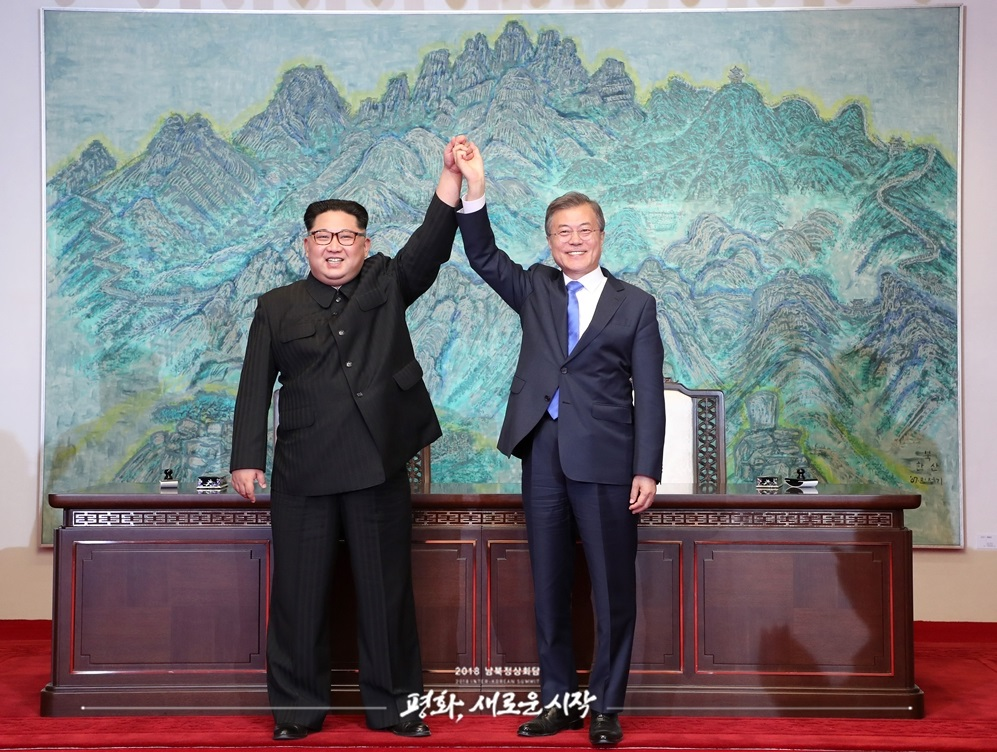
남과 북 두정상 문재인 대통령과 김정은 국무 위원장이 판문점 선언이후 손을 잡아 들고 있다.

## 같이 보기
- 남북정상회담
- 2000년 남북정상회담
- 2007년 남북정상회담
- 2017~2018년 조선민주주의인민공화국 위기
- 2018년 제2차 남북정상회담
- 2018년 제3차 남북정상회담
- 2018년 북미정상회담
- 조선민주주의인민공화국의 비핵화
- 판문점 선언
- 남북공동연락사무소 사무처